# Desperate Housewives
Desperate Housewives ou Beautés désespérées au Québec est un feuilleton télévisé américain en 180 épisodes de 42 minutes créé par Marc Cherry et diffusé entre le 3 octobre 2004  et le 13 mai 2012 sur le réseau ABC et en simultané au Canada sur le réseau CTV ou CTV Two. La série est connue pour avoir contribué au renouveau de la série télévisée contemporaine et au dépoussiérage du soap opéra.
En France, la série a été diffusée du 8 septembre 2005 au 21 juin 2012 sur la chaîne payante Canal+ et en clair du 23 mai 2006 au 28 novembre 2012 sur M6. Elle a ensuite été rediffusée en VM sur Téva, 6ter et W9. Elle a été diffusée en Suisse sur RTS Un, en Belgique sur AB3 et également en Belgique et au Luxembourg sur RTL TVI puis Be 1 et Plug RTL et au Québec sur Radio-Canada, puis rediffusée à partir du 7 janvier 2013 sur Moi et Cie. Depuis le 26 août 2019, elle est diffusée sur Elle Fictions.
En déclarant le 30 avril 2005 lors d'un dîner de gala à la Maison-Blanche « I am a desperate housewife », Laura Bush a assuré le succès de la série et cela quelques semaines après le passage d'un reportage spécial dans le Oprah Winfrey Show.
En novembre 2024, après avoir toujours refusé une suite, Marc Cherry se montre ouvert à l’idée d’un reboot se passant dans Wisteria Lane durant les années 1960.
En avril 2025, un projet de reboot est confirmé chez Onyx Collective. Le projet est dirigé par Kerry Washington et Natalie Chaidez. La nouvelle série aura comme potentiel nom Wisteria Lane, rue dans laquelle se passent les événements de Desperate Housewives. Elle se concentrera sur cinq nouvelles femmes amies et parfois rivales vivant dans le même quartier résidentiel idyllique de « Wisteria Lane ». Derrière les façades parfaites et les publications Instagram impeccables, chacune cache des secrets bien enfouis.

## Synopsis
La série met en scène le quotidien mouvementé de quatre femmes : Susan Mayer, Lynette Scavo, Bree Van de Kamp et Gabrielle Solis. Elles vivent à Wisteria Lane, une banlieue chic de Fairview (située dans l'État fictif de l'Eagle State), stéréotype des quartiers résidentiels de la classe moyenne supérieure américaine. Mary Alice Young, une amie des héroïnes, se suicide au début de l'épisode pilote, et commente d'outre-tombe la multitude d'intrigues mêlant humour, drame et mystère auxquelles prennent part les quatre femmes. Au fil des saisons, d'autres femmes désespérées se joignent à elles, dont Edie Britt, une « croqueuse d'hommes » manipulatrice, Betty Applewhite, une ancienne pianiste solitaire, Katherine Mayfair, une ménagère au passé trouble, Angie Bolen, une italo-américaine au passé criminel et Renee Perry, une riche divorcée.

## Fiche technique
- Titre original : Desperate Housewives
- Titre français : Desperate Housewives
- Titre québécois : Beautés désespérées
- Création : Marc Cherry[7]
- Scénario : Marc Cherry (scénariste principal)[7]
- Direction artistique : Brian Jewell, Erik Carlson[7]
- Décors : Erica Rogalla[7]
- Costumes : Catherine Adair, Enid Harris[7]
- Montage : Andrew Doerfer, Jonathan Posell, Karen Castañeda, Nancy Morrison, Troy Takaki, Kaja Fehr, Brent White[7]
- Musique : Steve Jablonsky, Steve Bartek[7]
- Production : Marc Cherry, Charles Skouras III, George W. Perkins, Stephanie Hagen, Larry Shaw, David Grossman, Sabrina Wind, Bob Daily, John Pardee, Alexandra Cunningham, Joey Murphy[7] (plus de 100 épisodes)
- Sociétés de production : Cherry Alley Productions, Cherry Productions, ABC Studios[8]
- Sociétés de distribution[8] : ABC (États-Unis) ; CTV (Canada) ; M6 Canal+ (France) ; Canvas (Belgique)
- Pays d'origine :  États-Unis
- Langue d'origine : anglais
- Format : Couleurs - 35 mm - 1,78:1 - Son stéréo
- Genre : comédie dramatique[8]
- Durée : 45 minutes[8]
- Dates de première diffusion :
  -  États-Unis /  Canada : 3 octobre 2004 (ABC et CTV)
  -  Québec : 26 avril 2005 (Radio-Canada)
  -  Suisse : 19 mai 2005 (TSR1)
  -  France : 8 septembre 2005 (Canal+)
  -  Belgique : 13 novembre 2005 (RTL TVI)
- Restriction du public : seulement quelques épisodes sont déconseillés aux moins de 10 ans
- Version française réalisée par Dubbing Brothers ; direction artistique : Nathalie Régnier ; adaptation des dialogues : Houria Belhadji, Boualem Lamhène et Catherine Lorans

## Distribution
Note : vu le grand nombre d'acteurs liés à cette série, seuls les récurrents (principaux et secondaires) sont listés ici.

### Acteurs principaux
- Teri Hatcher (VF : Claire Guyot) : Susan Mayer
- Felicity Huffman (VF : Caroline Beaune)[9],[N 1] : Lynette Scavo
- Marcia Cross (VF : Blanche Ravalec) : Bree Van de Kamp
- Eva Longoria (VF : Odile Schmitt)[10] : Gabrielle Solis
- Brenda Strong (VF : Françoise Cadol) : Mary Alice Young
- Nicollette Sheridan (VF : Marie-Martine Bisson, voix chantée française : Lisbet Guldbaek) : Edie Britt (principale saisons 1 à 5)
- James Denton (VF : Arnaud Arbessier) : Mike Delfino
- Ricardo Antonio Chavira (VF : Bernard Gabay) : Carlos Solis
- Steven Culp (VF : Georges Caudron) : Rex Van de Kamp (principal saison 1, invité saisons 2, 3, 5, 7, 8)[N 2]
- Mark Moses (VF : Luc Bernard) : Paul Young  (principal saisons 1, 2 et 7, récurrent saison 3, invité saisons 6 et 8)[N 3]
- Andrea Bowen (VF : Karine Foviau) : Julie Mayer (principale saisons 1 à 4, invitée saisons 5 et 7, récurrente saisons 6 et 8)[N 3]*
- Jesse Metcalfe (VF : Emmanuel Garijo) : John Rowland (principal saison 1, récurrent saisons 2 à 4, invité saison 6)[N 2]
- Cody Kasch (VF : Alexis Tomassian) : Zach Young (principal saisons 1 à 2, invité saisons 3,7)[N 2]
- Doug Savant (VF : Emmanuel Curtil) : Tom Scavo (principal saisons 2 à 8, récurrent saison 1,)[N 4]
- Alfre Woodard (VF : Maïk Darah [saison 1], Françoise Vallon [saison 2]) : Betty Applewhite (principale saison 2, invitée saison 1)[N 2]
- Richard Burgi (VF : Bernard Lanneau) : Karl Mayer (principal saison 2, récurrent saisons 1, 5 et 6, invité saisons 3, 4 et 8)[N 5]
- Kyle MacLachlan (VF : Patrick Poivey) : Orson Hodge (principal saisons 3 à 6, récurrent saison 2, 7 et 8)[N 6]
- Dana Delany (VF : Marine Jolivet) : Katherine Mayfair (principale saisons 4 à 6, invitée saison 8)[N 2]
- Neal McDonough (VF : Bruno Dubernat) : Dave Williams (principal saison 5)
- Shawn Pyfrom (VF : Yoann Sover) : Andrew Van de Kamp (principal saison 5, récurrent saisons 1 à 4, 6 et 7, invité saison 8)[N 6]
- Drea de Matteo (VF : Marjorie Frantz) : Angie Bolen (principale saison 6)
- Maiara Walsh (VF : Chloé Berthier) : Ana Solis (principale saison 6, invité saison 5)[N 4]
- Vanessa Williams (VF : Isabelle Leprince) : Renee Perry (principale saisons 7 et 8)
- Kathryn Joosten (VF : Paule Emanuele puis Nicole Favart) : Karen McCluskey (principale saison 7, récurrente saisons 1 à 6, 8)[N 4]
- Kevin Rahm (VF : Pierre Tessier) : Lee McDermott (principal saison 7, récurrent saisons 4 à 6, 8)[N 4]
- Tuc Watkins (VF : Jérôme Rebbot) : Bob Hunter (principal saison 7, récurrent saisons 4 à 6, 8)[N 4]
- Jonathan Cake (VF : Guillaume Orsat) : Chuck Vance (principal saison 8, récurrent saison 7)[N 4]
- Madison De La Garza : Juanita Solis (principale saison 8, invité saison 5, récurrente saisons 6 et 7)[N 4]
- Charles Mesure (VF : Paul Borne) : Ben Faulkner (principal saison 8)

Photos des acteurs principaux
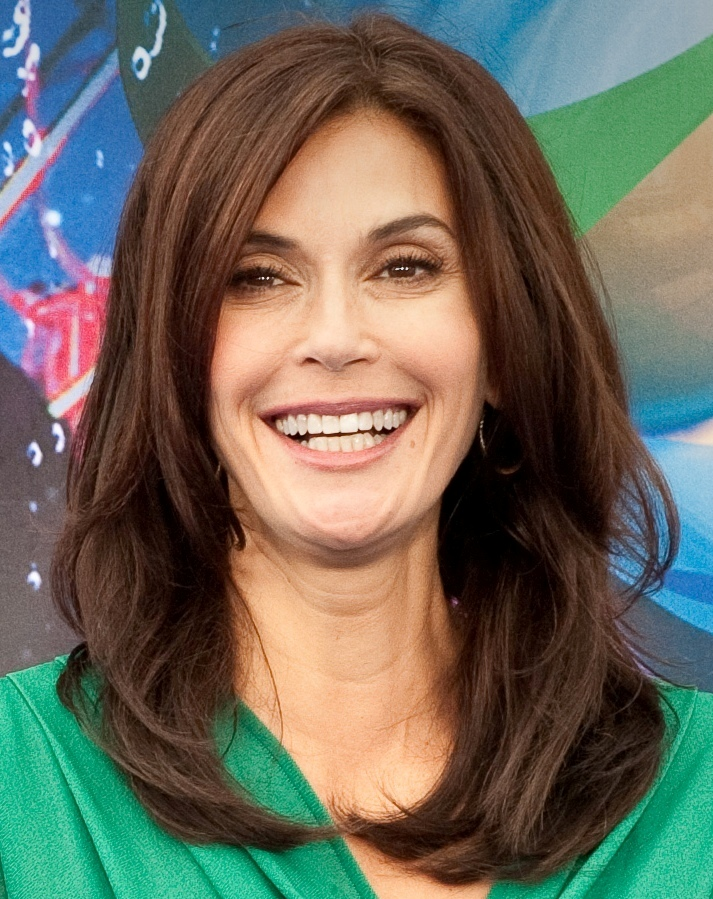
Teri Hatcher interprète Susan Mayer.
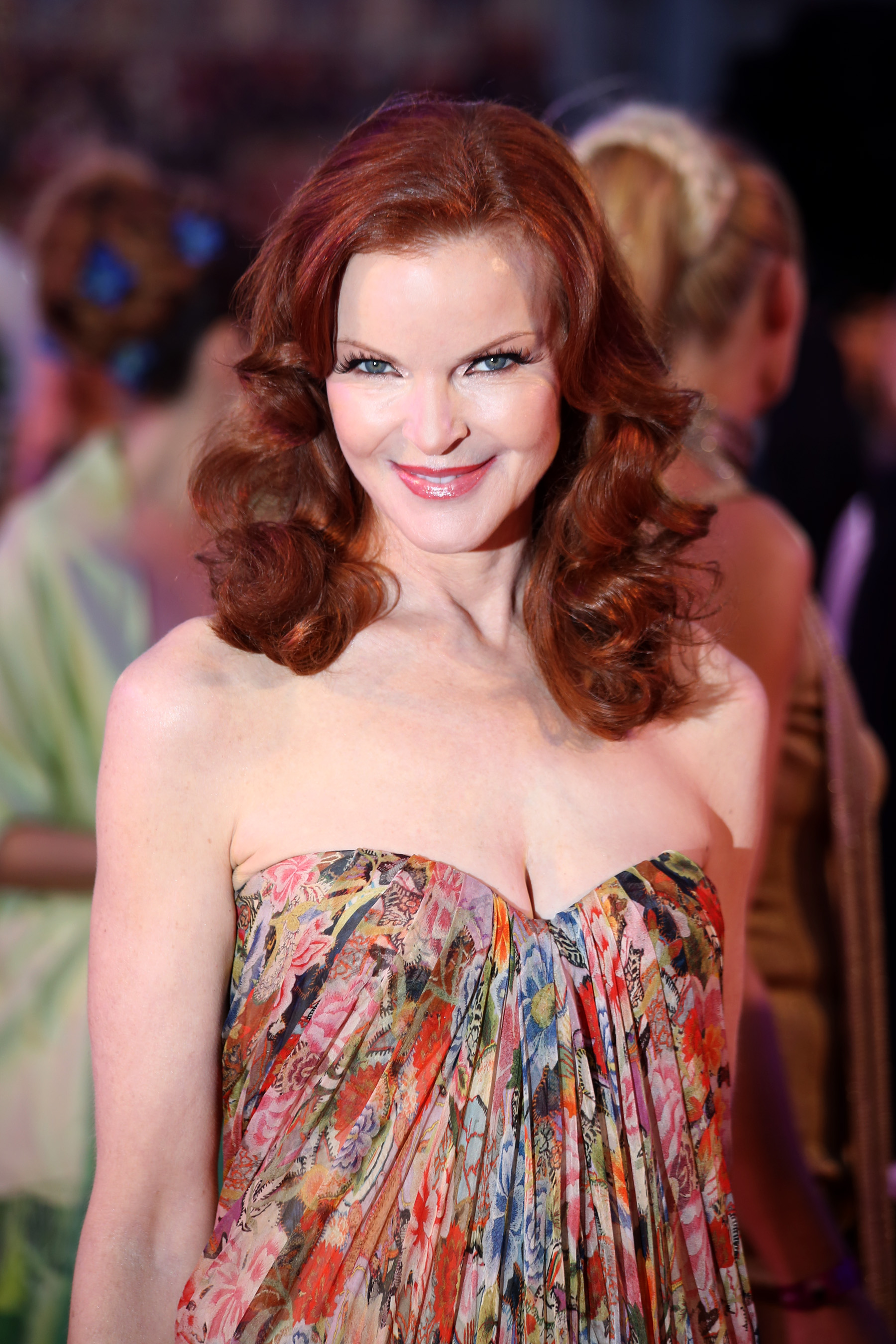
Marcia Cross interprète Bree Van de Kamp.
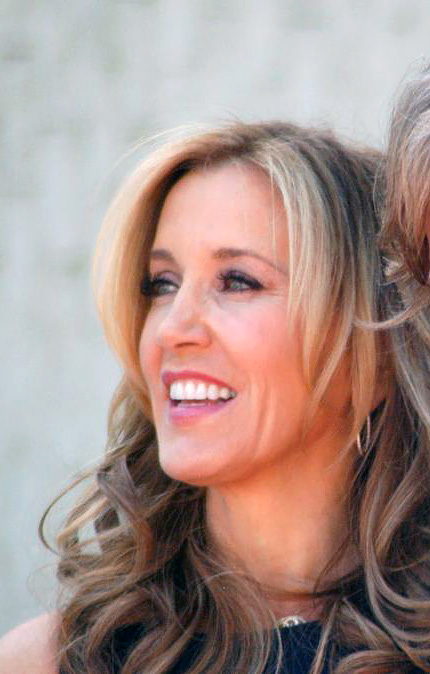
Felicity Huffman interprète Lynette Scavo.
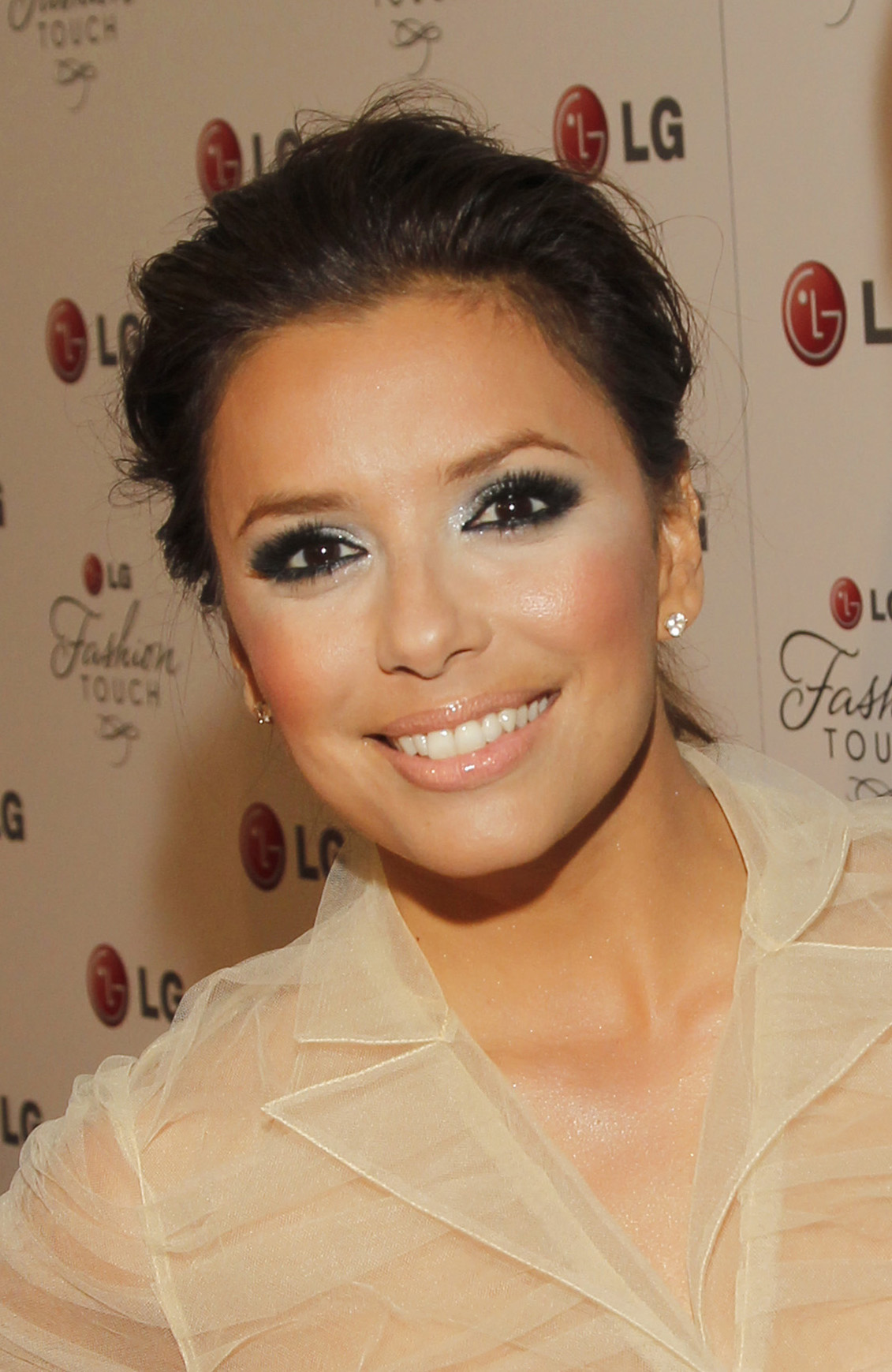
Eva Longoria interprète Gabrielle Solis.
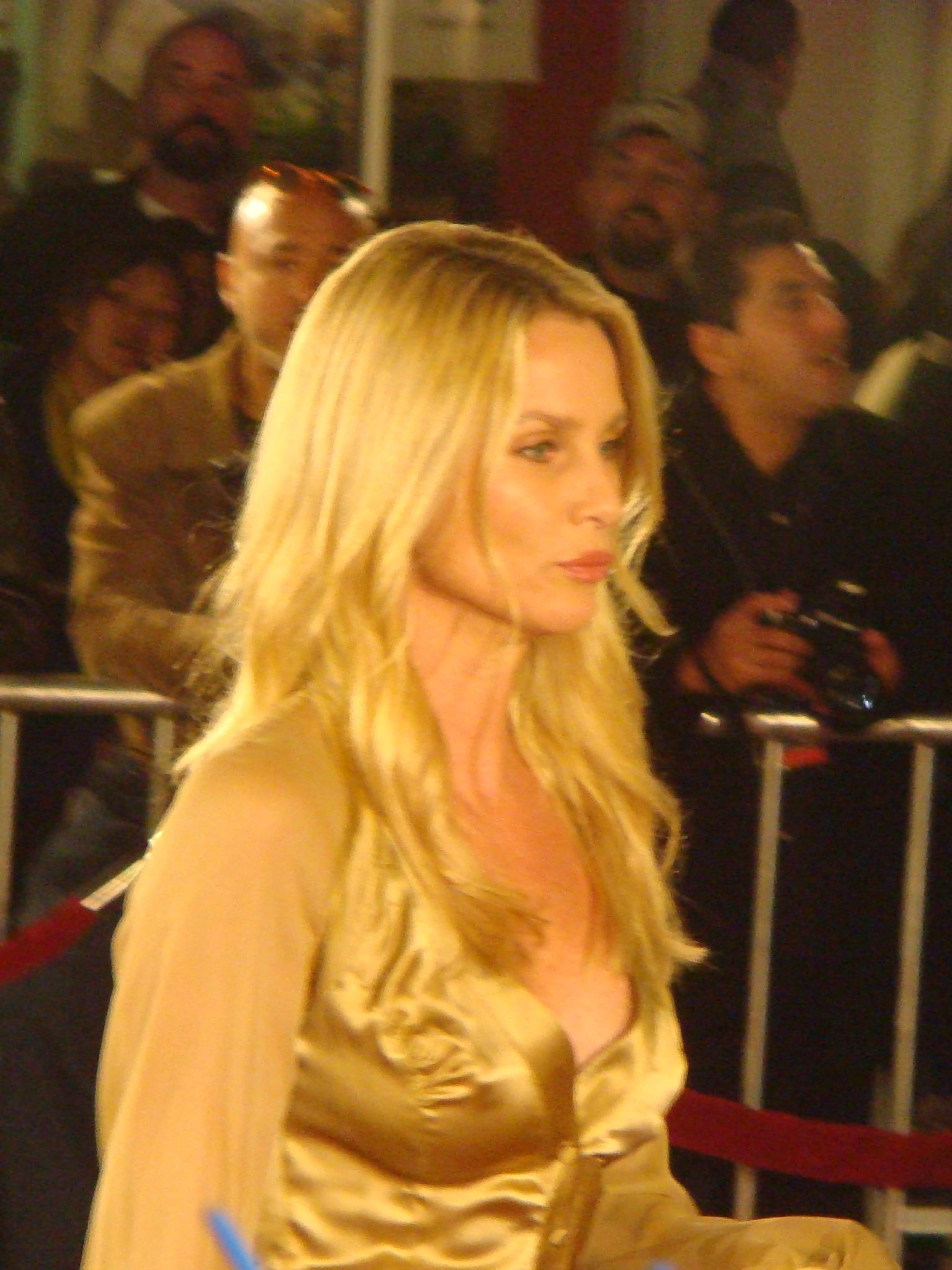
Nicollette Sheridan interprète Edie Britt.
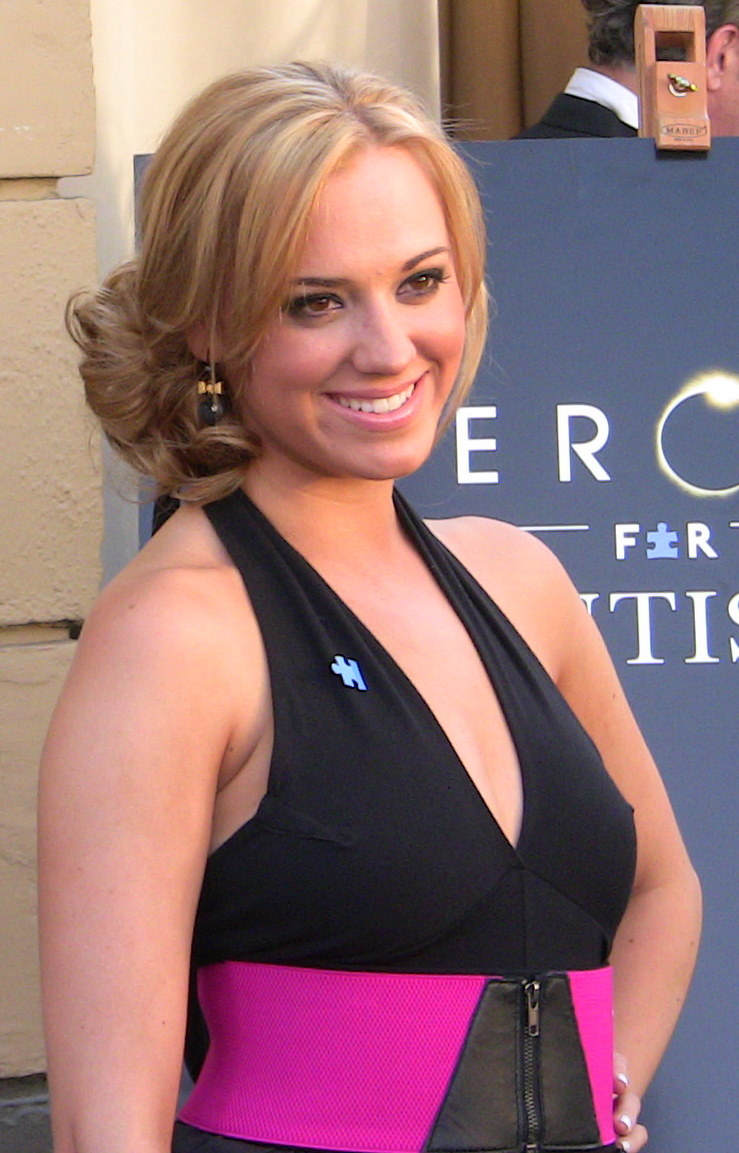
Andrea Bowen interprète Julie Mayer.
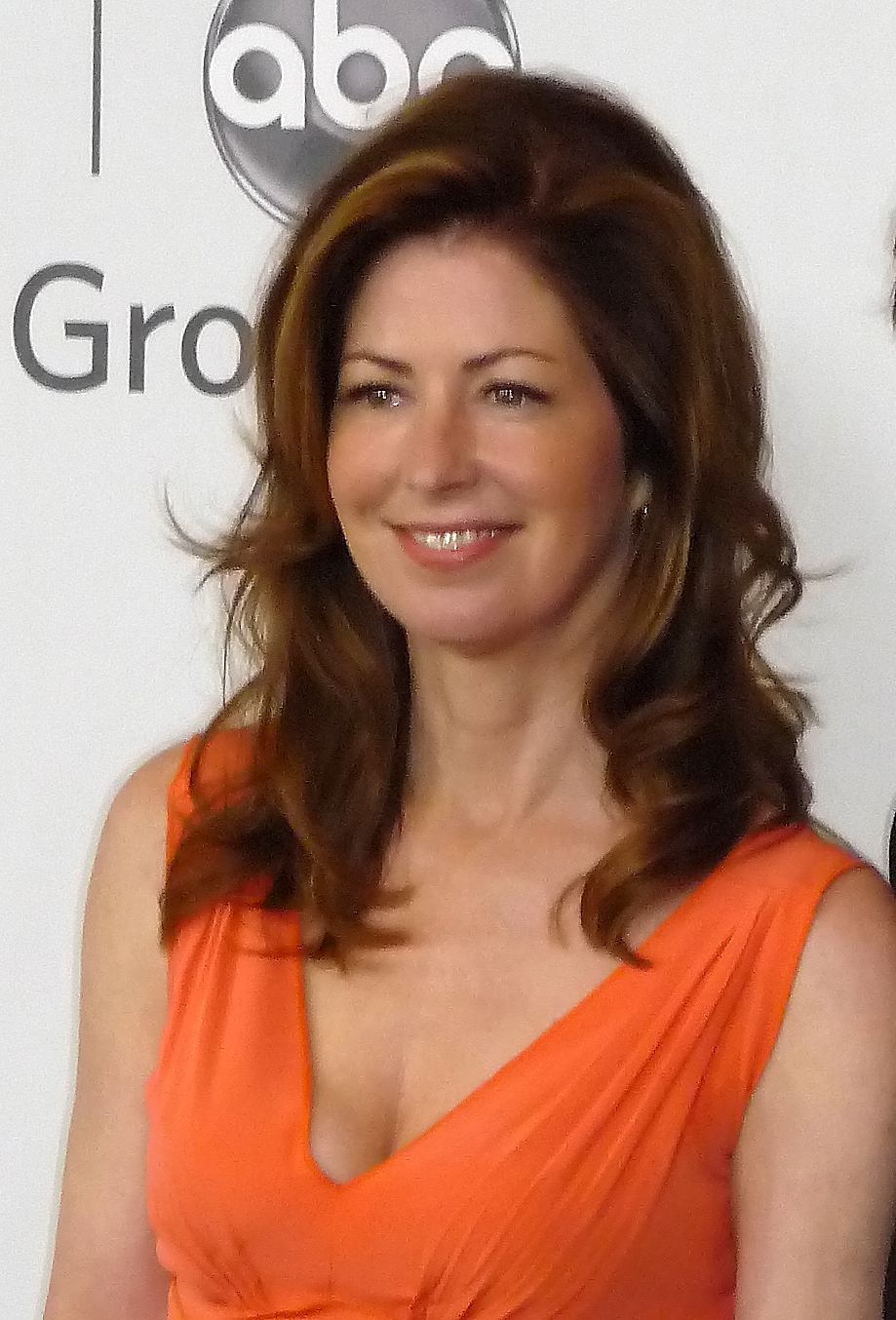
Dana Delany interprète Katherine Mayfair.
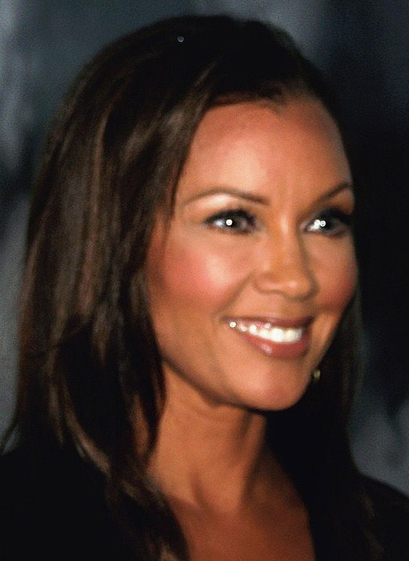
Vanessa Williams interprète Renee Perry.
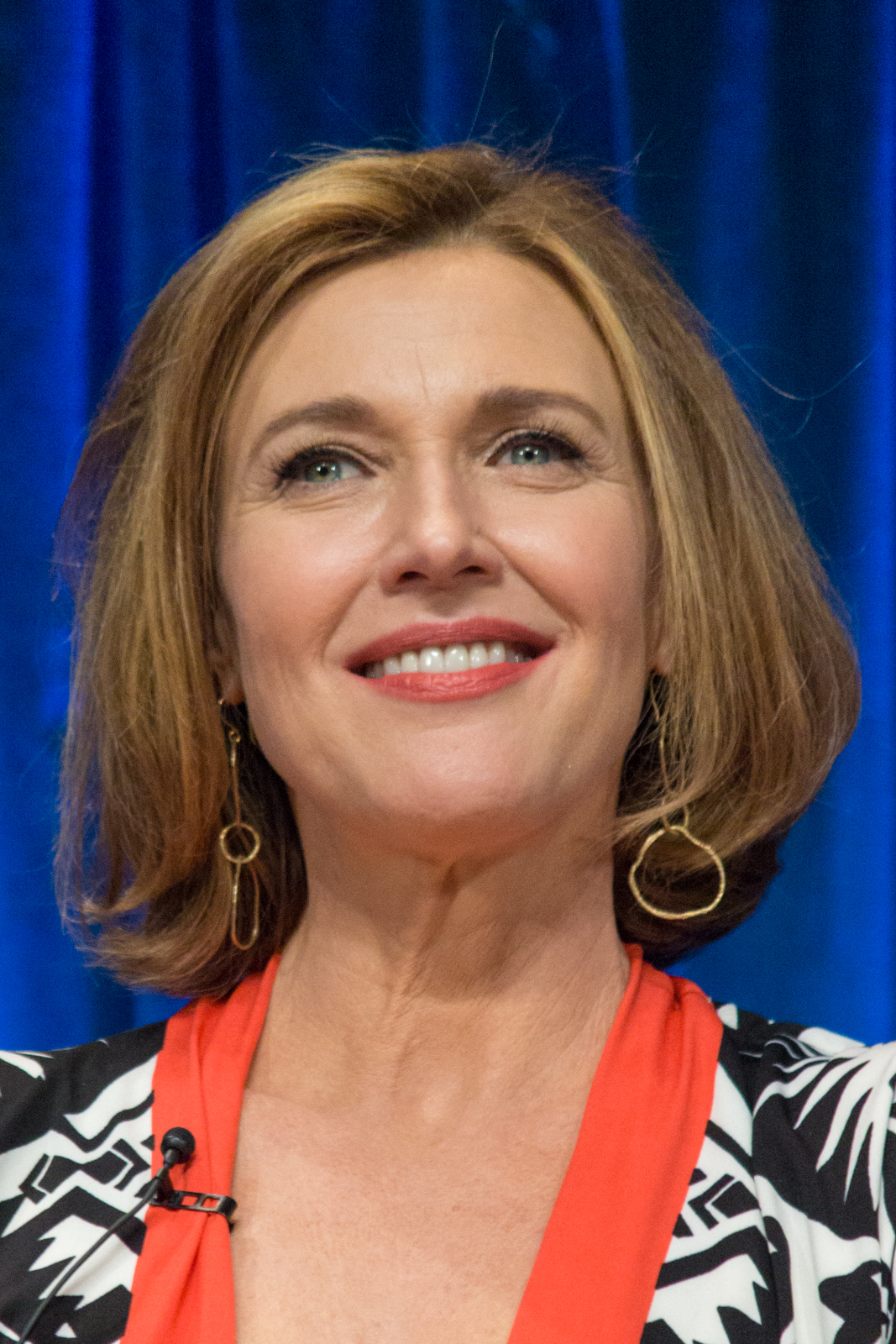
Brenda Strong interprète Mary Alice Young.
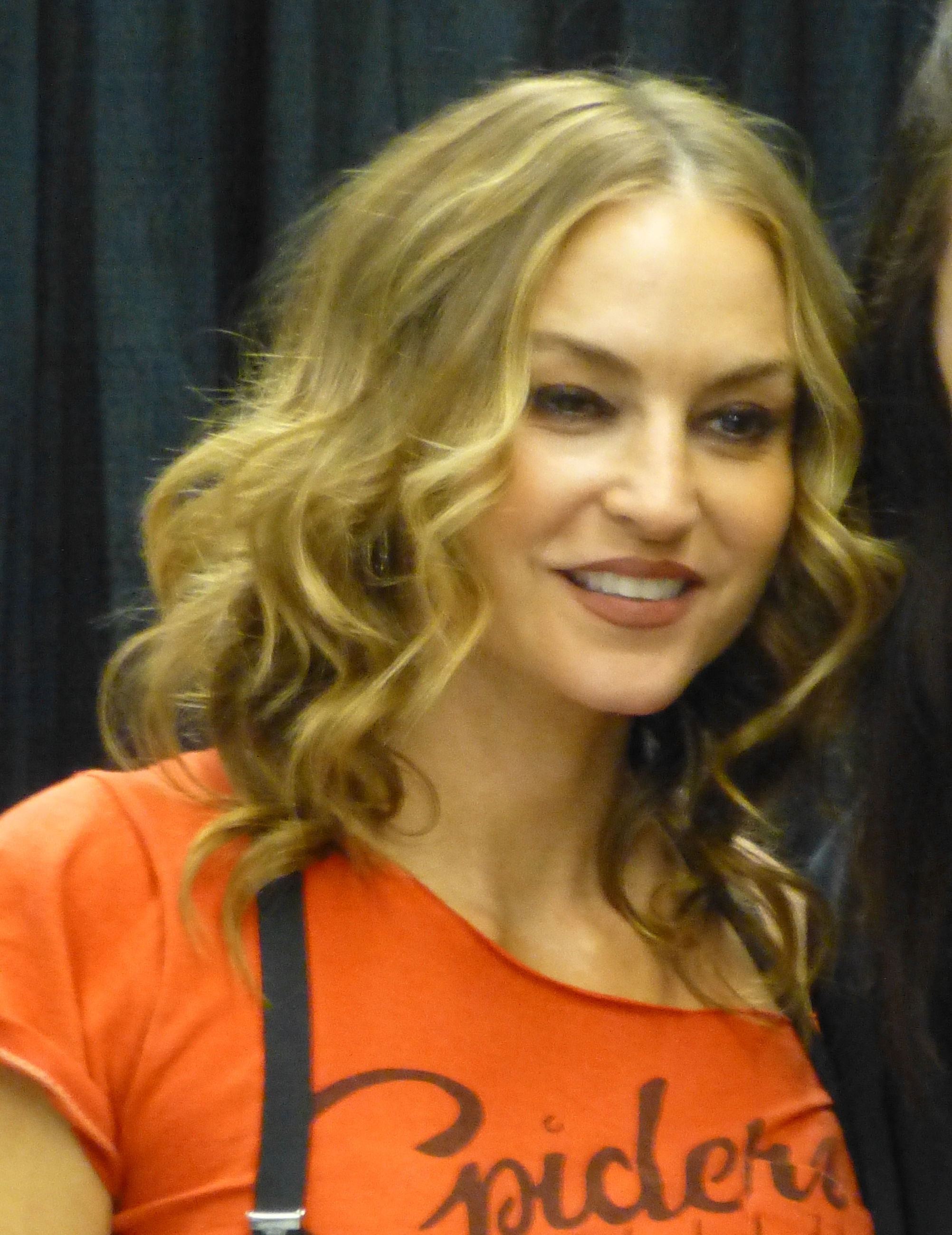
Drea de Matteo interprète Angie Bolen.
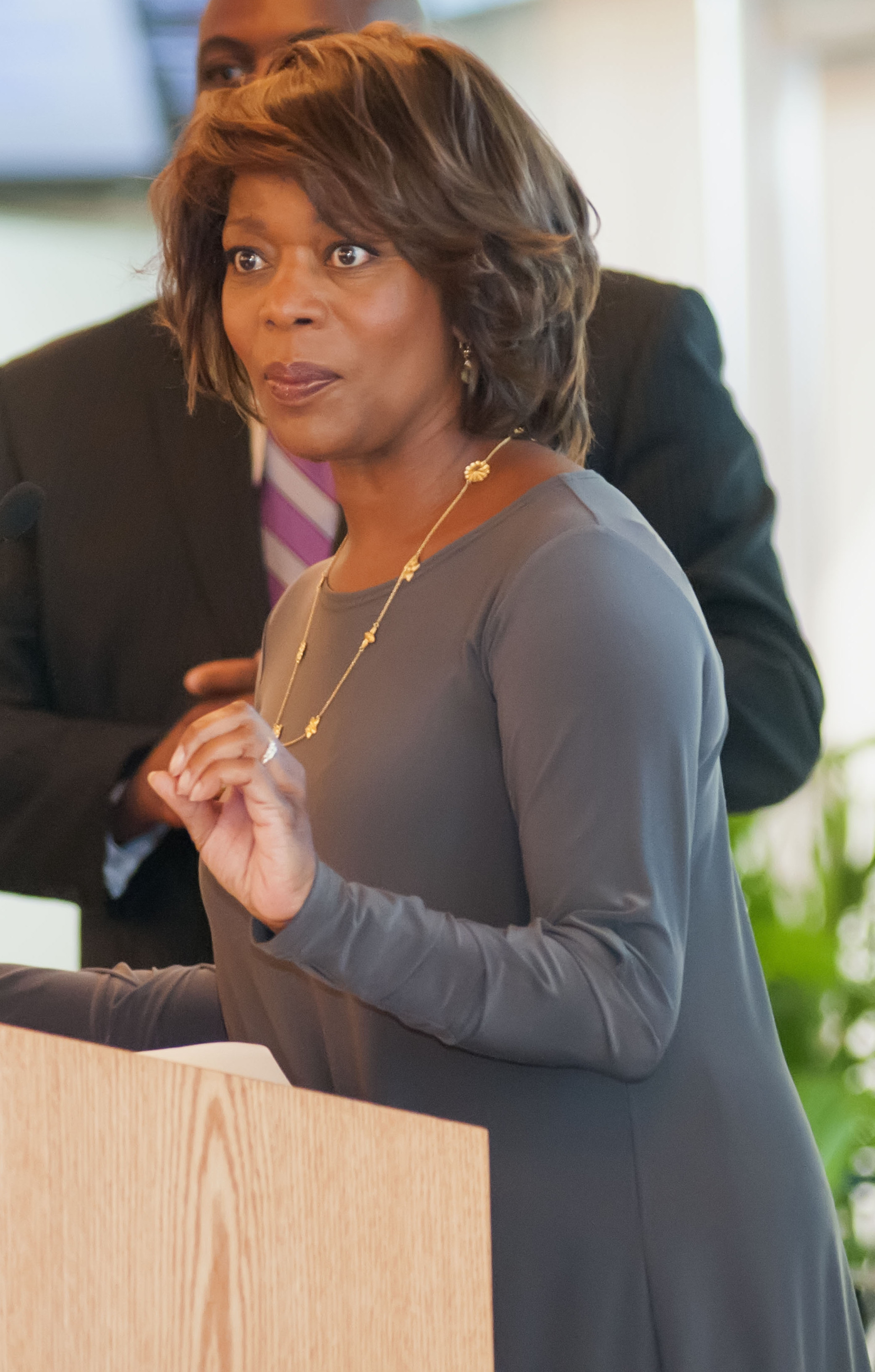
Alfre Woodard interprète Betty Applewhite.
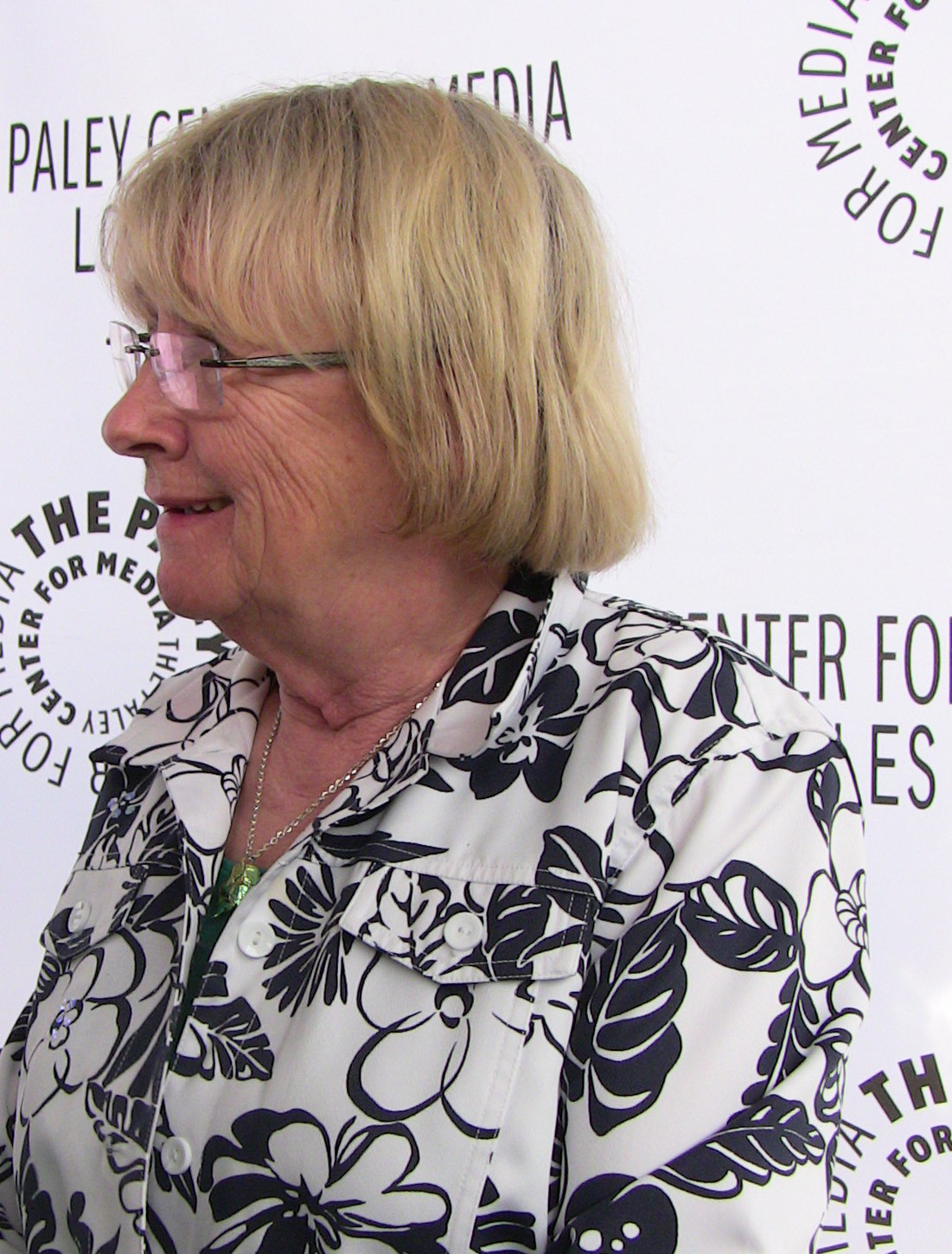
Kathryn Joosten interprète Karen McCluskey.

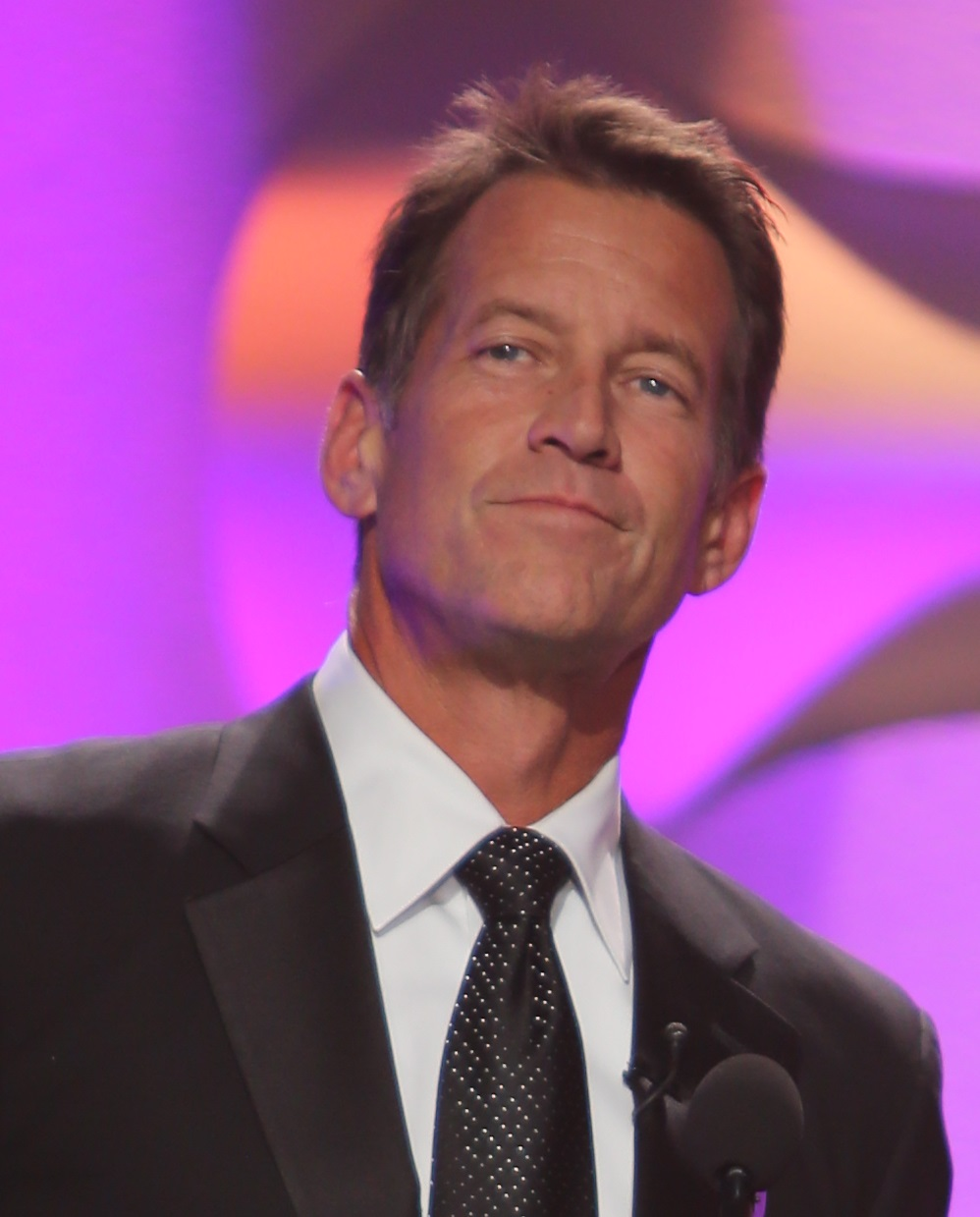
James Denton interprète Mike Delfino.
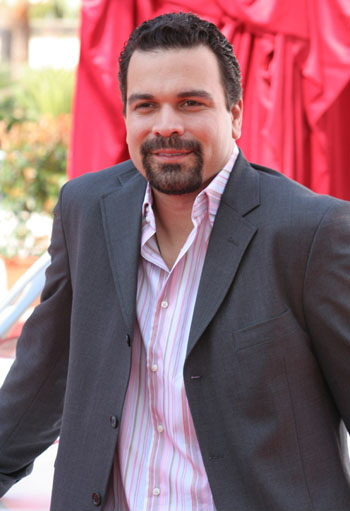
Ricardo Antonio Chavira interprète Carlos Solis.
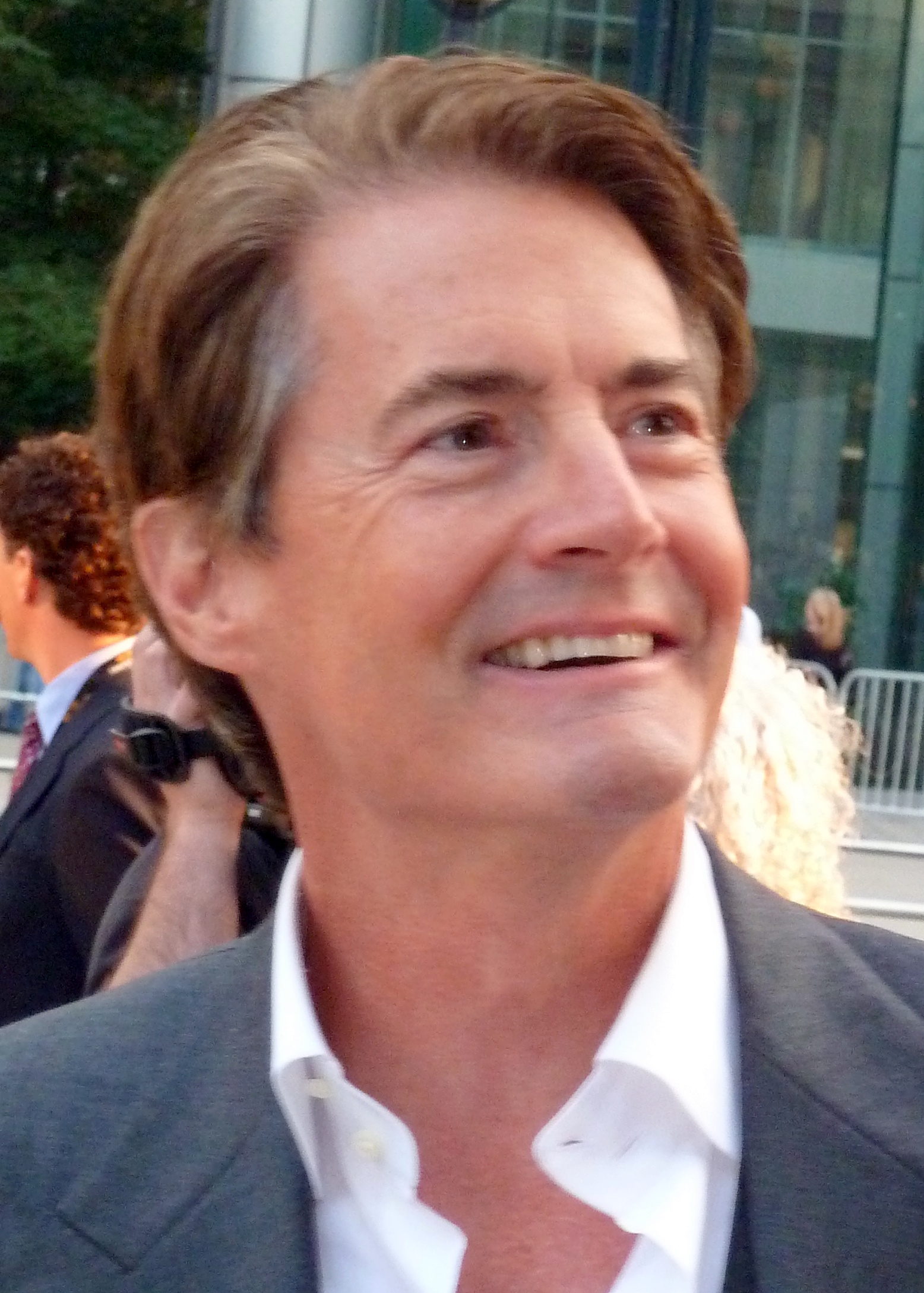
Kyle MacLachlan interprète Orson Hodge.
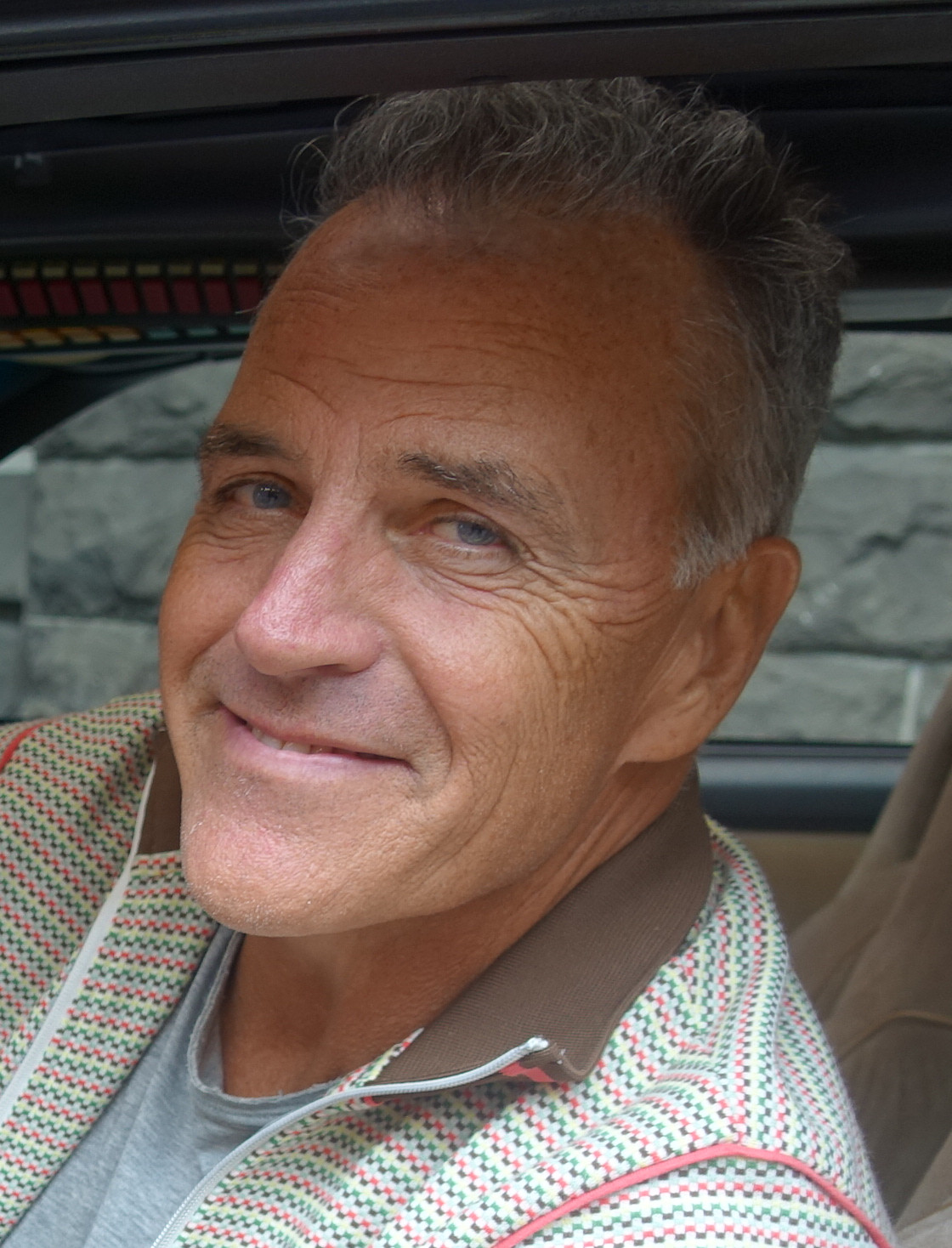
Richard Burgi interprète Karl Mayer.
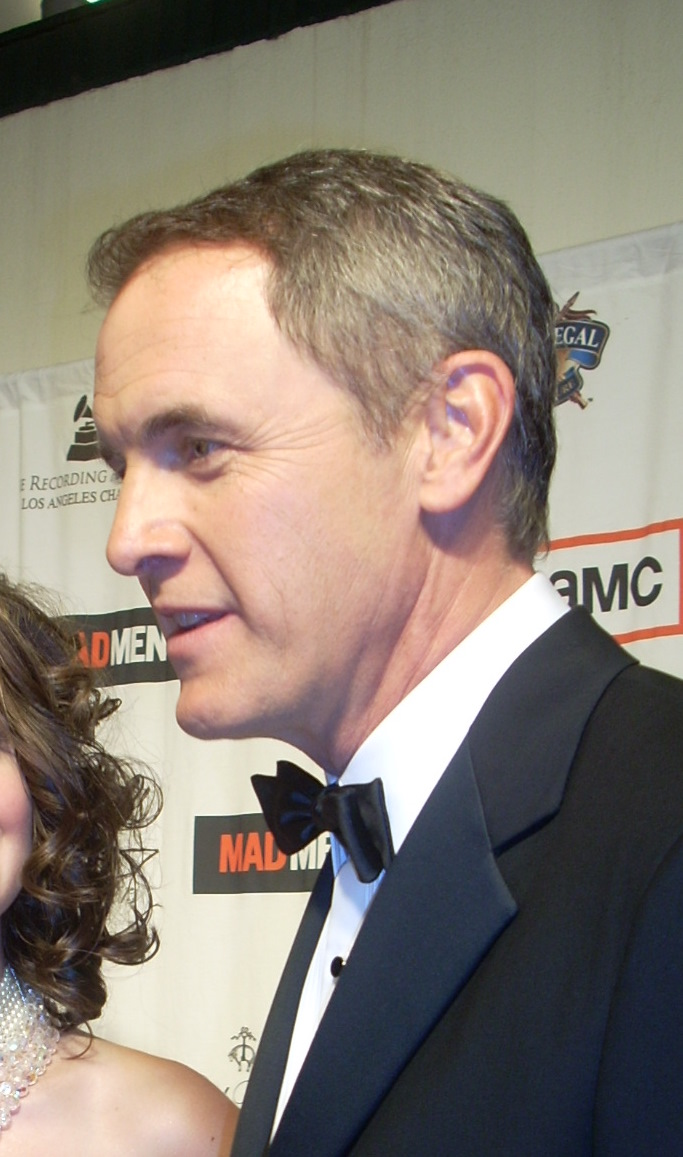
Mark Moses interprète Paul Young.
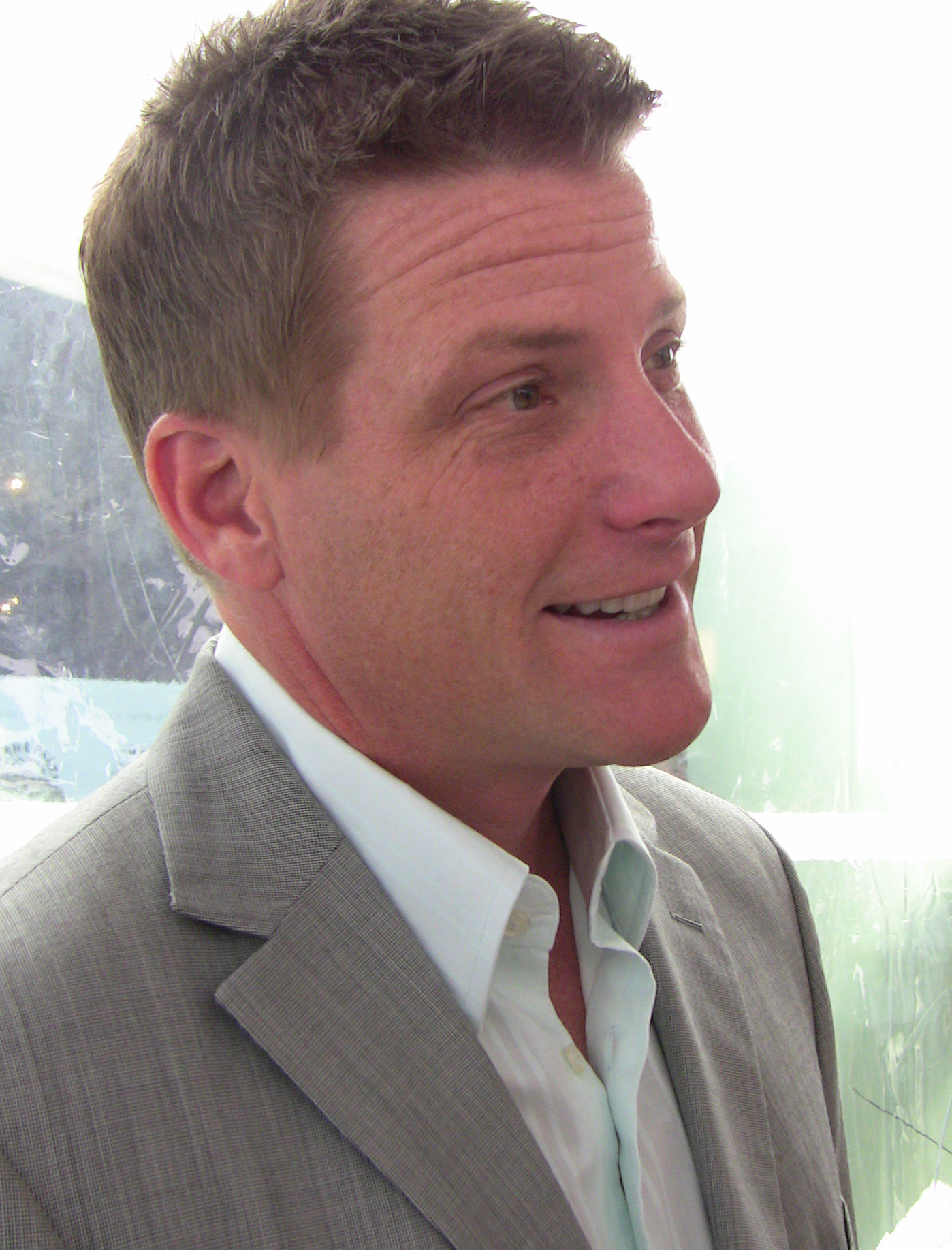
Doug Savant interprète Tom Scavo.
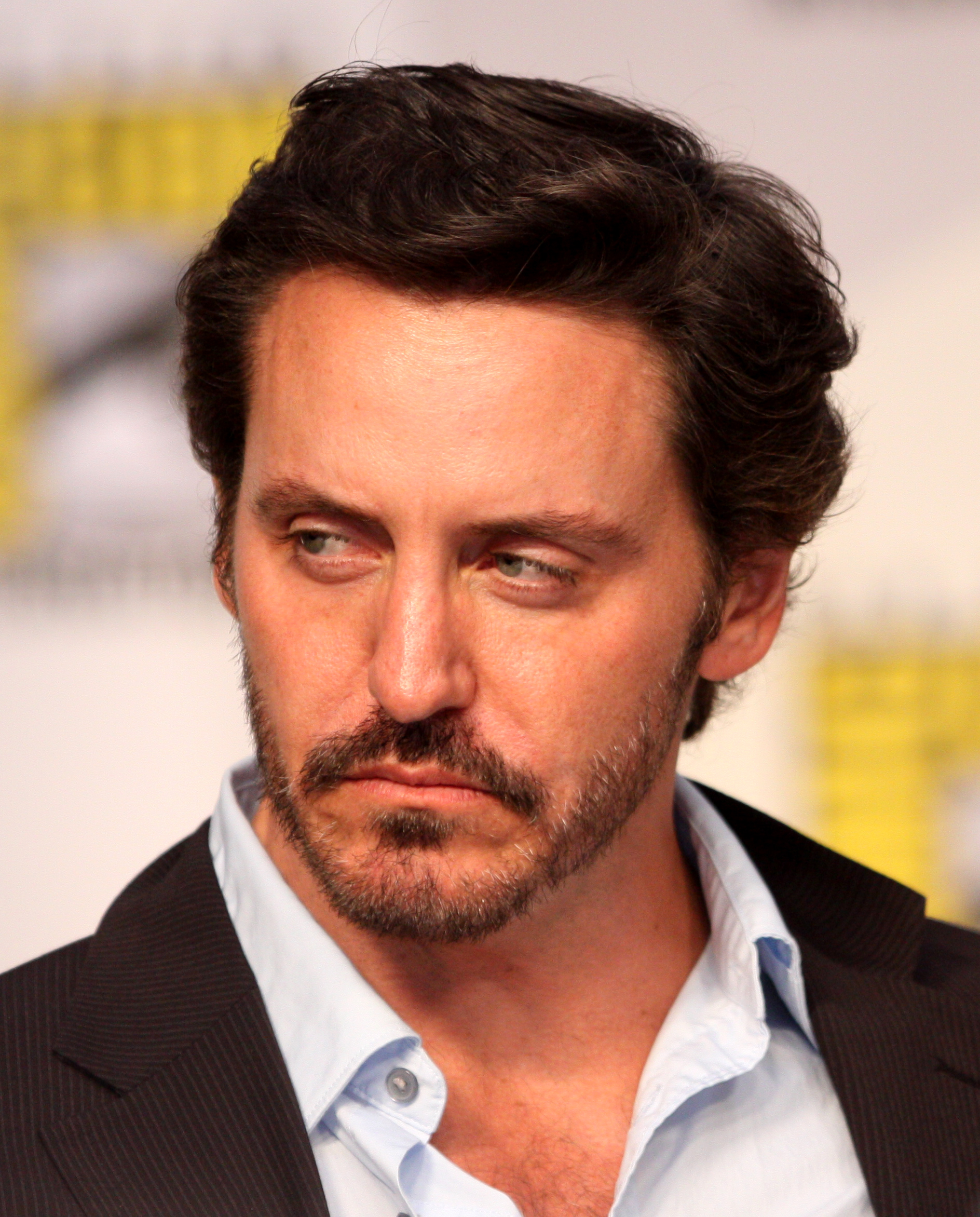
Charles Mesure interprète Ben Faulkner.
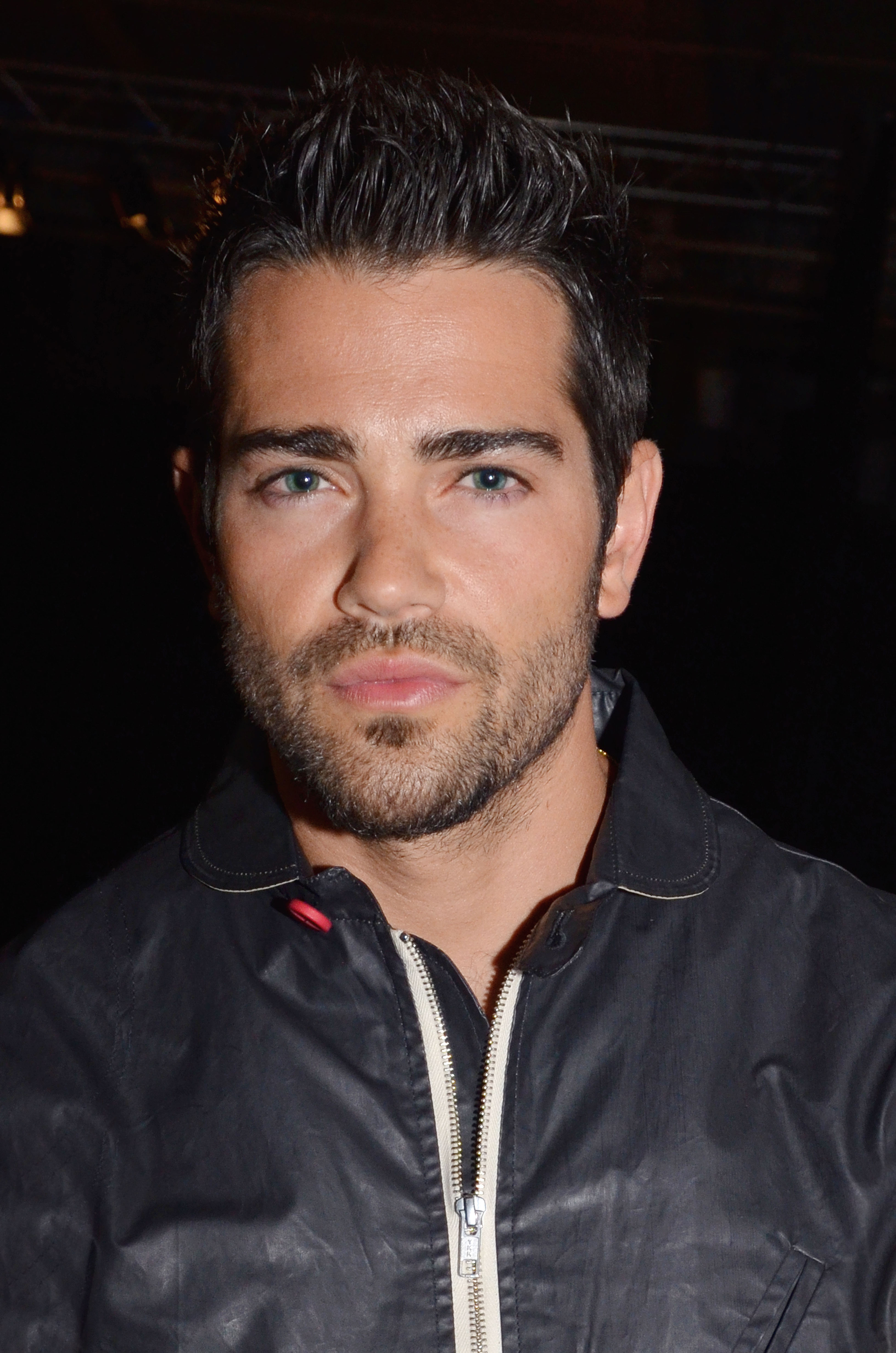
Jesse Metcalfe interprète John Rowland.
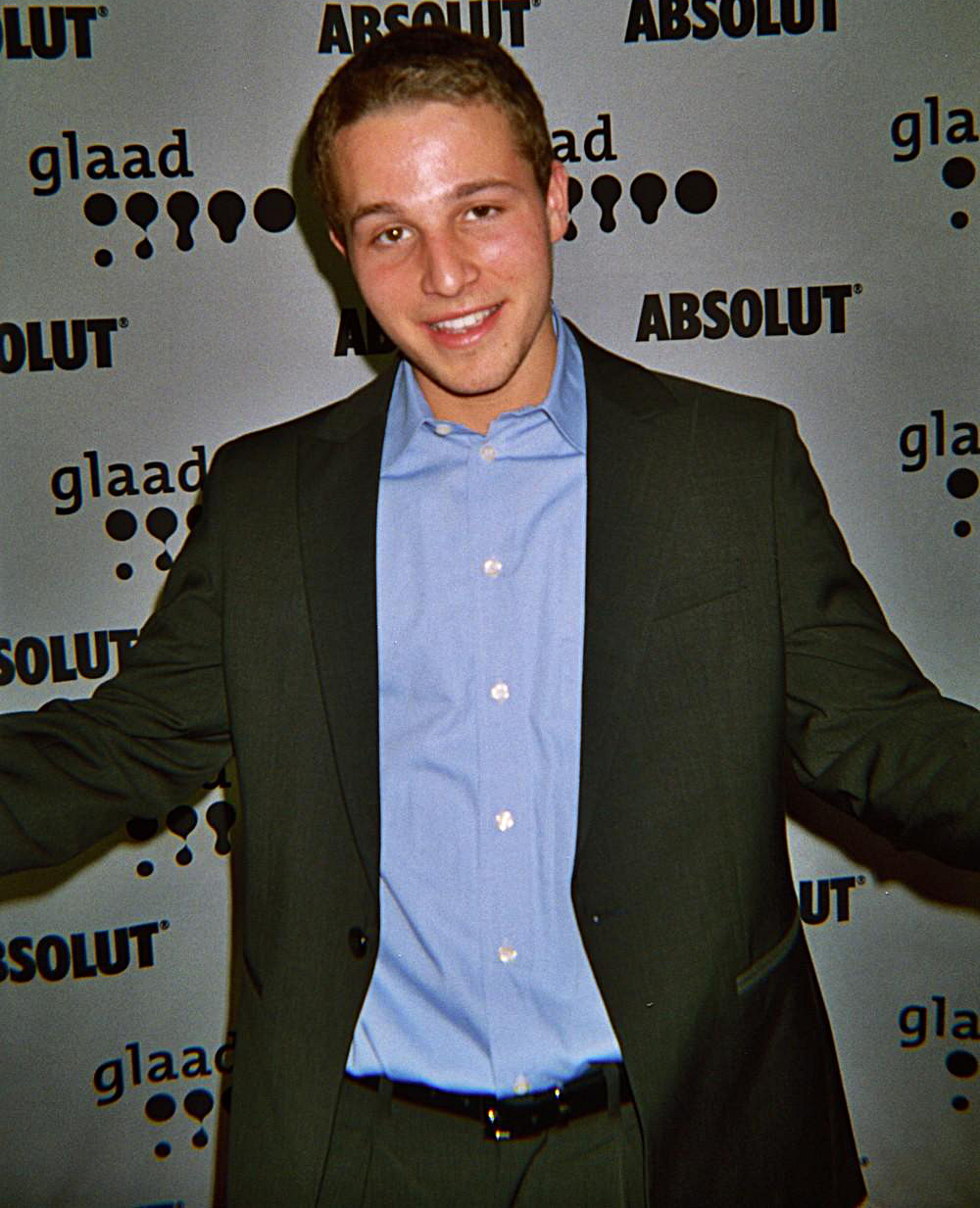
Shawn Pyfrom interprète Andrew Van de Kamp.
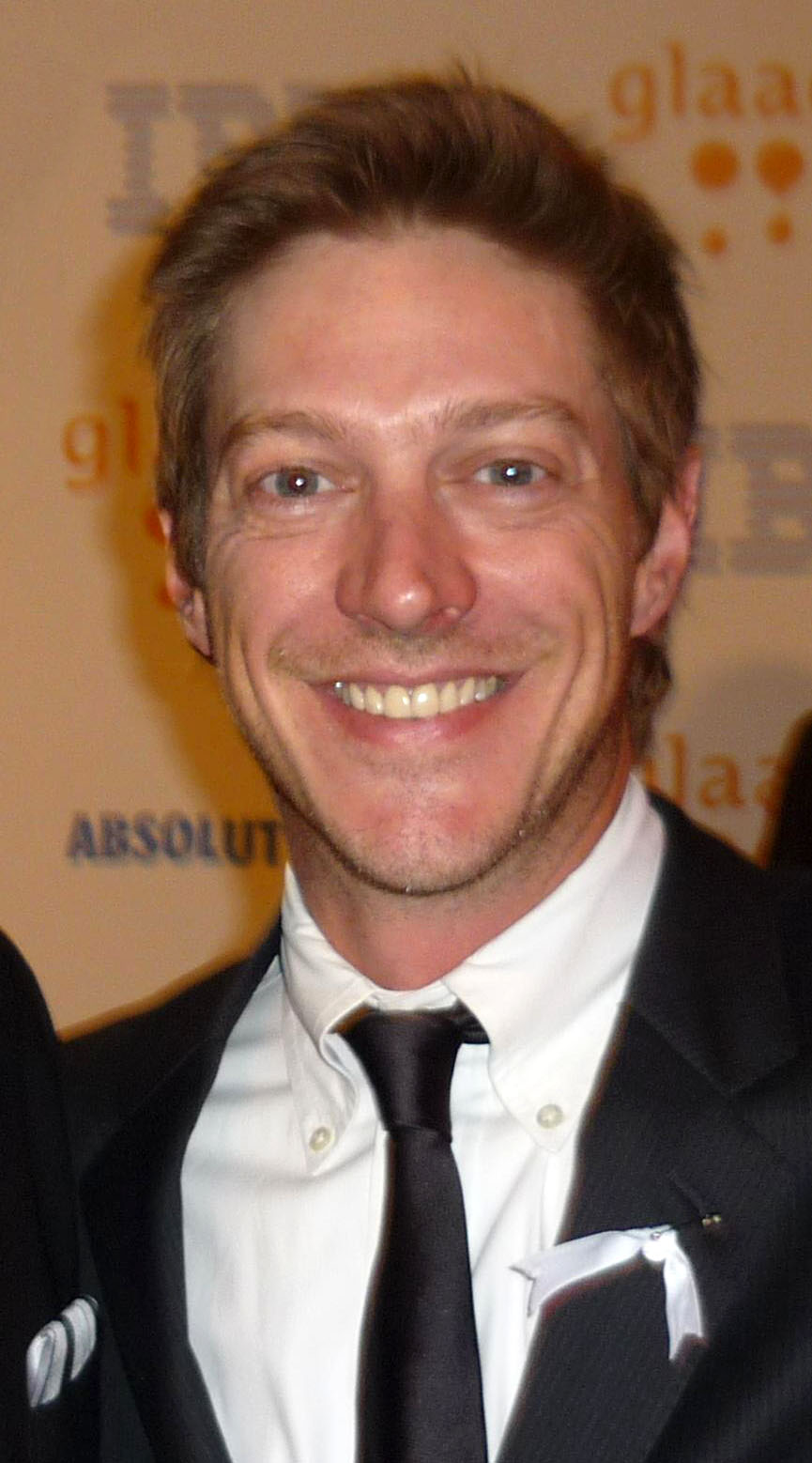
Kevin Rahm interprète Lee McDermott.
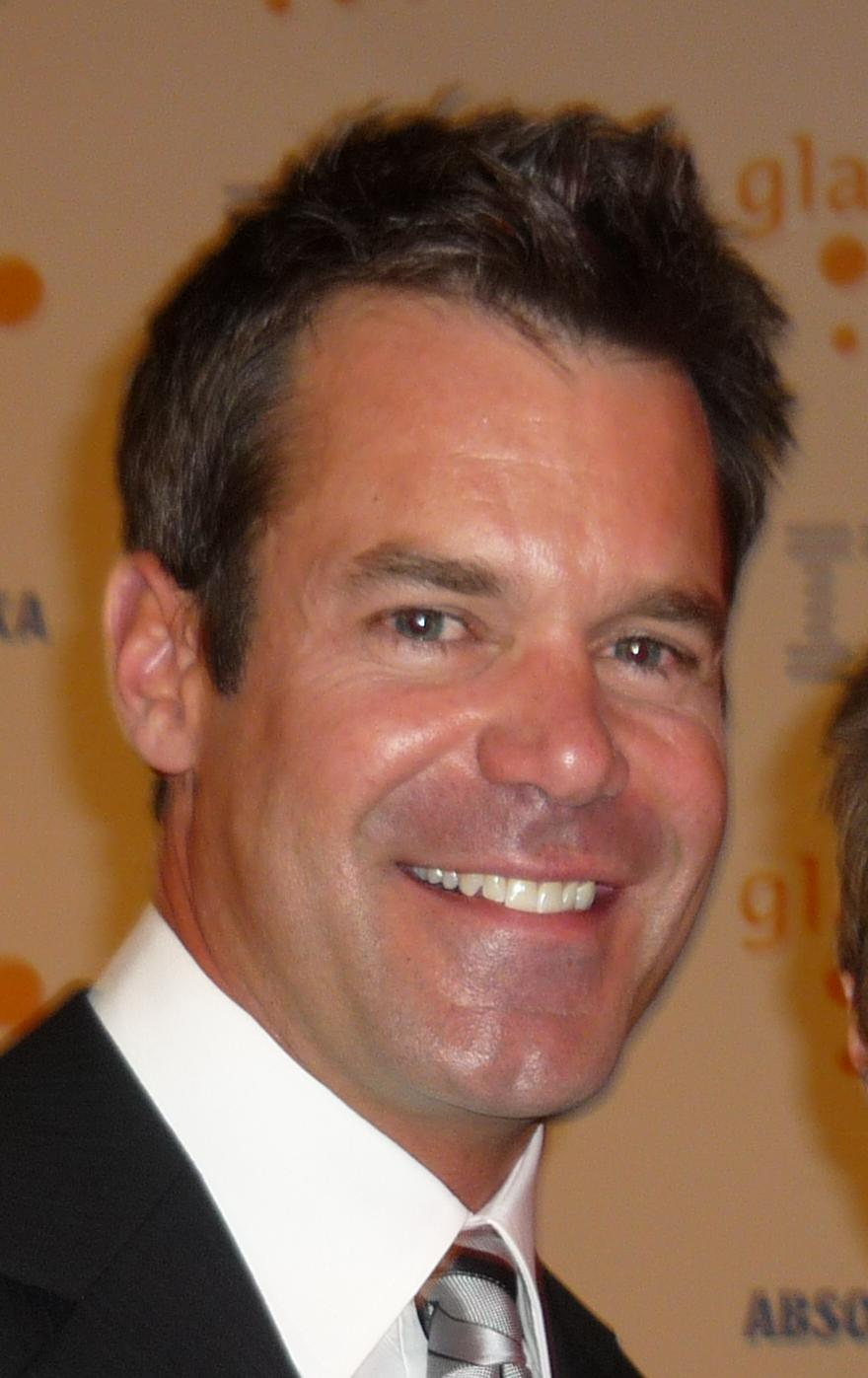
Tuc Watkins interprète Bob Hunter.
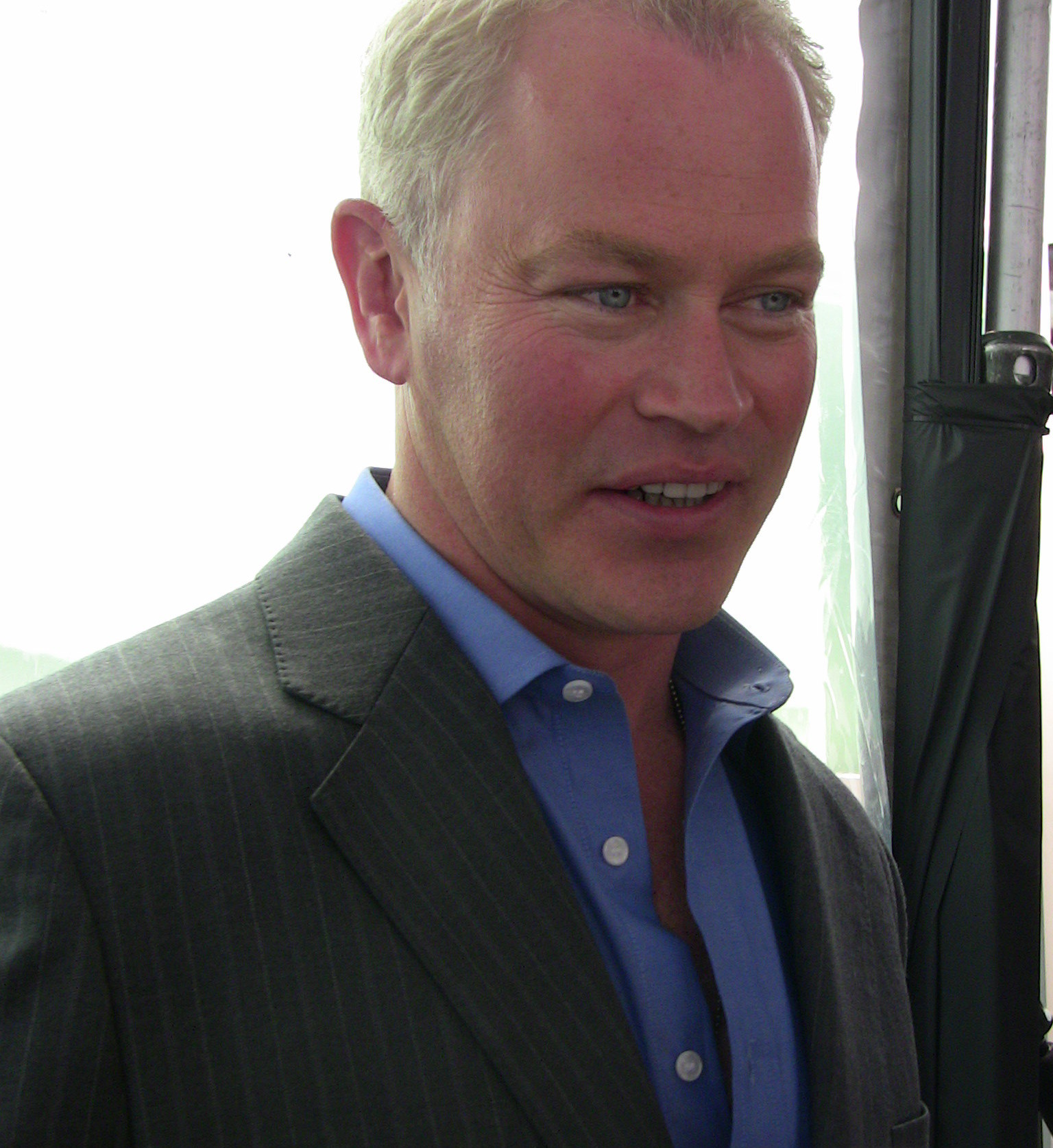
Neal McDonough interprète Dave Williams.

### Acteurs secondaires
- Joy Lauren (VF : Manon Azem) : Danielle Van de Kamp (saisons 1 à 4, invité saisons 5, 6, 7, 8)[N 6]
- Zane Huett (VF : Gwenaël Sommier) (saisons 1 à 4) puis Joshua Logan Moore (VF : Thomas Sagols) (saisons 5 à 8) : Parker Scavo [N 6]
- Brent Kinsman (VF : Gwenvin Sommier) (saisons 1 à 4)  puis Max Carver (VF : Alexandre Nguyen) (saisons 5 à 8) : Preston Scavo[N 6]
- Shane Kinsman (VF : Gwenaël Sommier) (saisons 1 à 4) puis Charles Carver (VF : Olivier Martret) (saisons 5 à 8) : Porter Scavo[N 6]
- Mehcad Brooks (VF : Adrien Antoine) : Matthew Applewhite (saison 2)
- Page Kennedy puis NaShawn Kearse (VF : Daniel Njo Lobé) : Caleb Applewhite (saison 2)
- Roger Bart (VF : Vincent Ropion) : George Williams (saison 1 et 2, invité saison 8)
- Josh Henderson (VF : Axel Kiener) : Austin McCann (saison 3)
- John Slattery (VF : Éric Legrand) : Victor Lang (saisons 3 à 4)
- Rachel G. Fox (VF : Claire Bouanich) : Kayla Huntington (saisons 3 à 4)
- Lyndsy Fonseca (VF : Adeline Chetail) : Dylan Mayfair (saison 4, invitée saison 6)
- Nathan Fillion (VF : Tanguy Goasdoué) : Adam Mayfair (saison 4)
- Brian Austin Green (VF : Damien Boisseau) : Keith Watson (saison 7)
- Kendall Applegate (saisons 5 à 6) puis Darcy Rose Byrnes (saisons 7 à 8) (VF : Claire Bouanich) : Penny Scavo
- Gale Harold (VF : Thierry Ragueneau) : Jackson Braddock (saison 5)[N 3]
- Mason Vale Cotton : M. J. Delfino (saisons 5 à 8)[N 4]
- Daniella Baltodano : Celia Solis (saisons 5 à 8)[N 4]
- Jeffrey Nordling (VF : Michel Dodane) : Nick Bolen (saison 6)
- Beau Mirchoff (VF : Donald Reignoux) : Danny Bolen (saison 6)
- Julie Benz (VF : Anneliese Fromont) : Robin Gallagher (saison 6)
- Orson Bean (VF : Jean-François Laley) : Roy Bender (saison 6 à 8)
- Emily Bergl (VF : Valérie Nosrée) : Beth Young (saison 7, invitée saison 8)
- Harriet Sansom Harris (VF : Élisabeth Wiener) : Felicia Tilman (saisons 1 à 2, saison 7)
- Christine Estabrook (VF : Marie-Martine) : Martha Huber (saison 1, invitée saisons 5, 7, 8)
- Dougray Scott (VF : Guillaume Orsat) : Ian Hainsworth (saison 3)

### Invités
- Polly Bergen (VF : Arlette Thomas puis Perrette Pradier) : Stella Lindquist / Wingfield (saisons 3, 4, 5 et 7, 10 épisodes)
- Pat Crawford Brown (VF : Claude Chantal) : Ida Greeberg (saisons 1 à 4, 24 épisodes)
- Bob Gunton (VF : Michel Modo) : Noah Taylor (saisons 1 et 2, 10 épisodes)
- Sam Lloyd (VF : Patrick Préjean) : Dr Albert Goldfine (saisons 1 à 2, 8 épisodes)
- Dakin Matthews (VF : Roger Carel puis Jean-Claude Donda) : Révérend Sykes (saisons 1 à 4 et 6 à 8, 7 épisodes)
- Ryan Carnes (VF : Pascal Nowak) : Justin (saisons 1 à 2, 11 épisodes)
- Maria Cominis (VF : Véronique Rivière) : Mona Clarke (saisons 1 à 3, 5, 6, 8, 11 épisodes)
- Jeff Doucette (VF : Richard Leblond) : Père Crowley (saisons 1 à 6, 10 épisodes)
- Currie Graham (VF: ): P Ed Ferrara (saisons 2 à 3)
- Kiersten Warren (VF : Natacha Muller) :  Nora Huntington (saisons 2, 3 et 8, 9 épisodes)
- Ernie Hudson (VF : Daniel Beretta) : l'inspecteur Ridley (saison 3, épisodes 2, 5, 6, 8, 9, 11 & 15)
- Dixie Carter (VF : Evelyn Selena) : Gloria Hodge (saison 3, épisodes 8, 9, 10, 11, 13, 14, 15)
- Valerie Mahaffey (VF : Elisabeth Fargeot) : Alma Hodge (saisons 3 et 8, 8 épisodes)
- Richard Chamberlain (VF : Richard Darbois) : Glen Wingfield (saison 4, épisode 8)
- Lily Tomlin (VF : Pascale Jacquemont) : Roberta Simmons (saison 5, épisodes 6, 7, 8, 11, 23 & 24)
- Frances Conroy (VF : Anne Rochant) : Virginia Hildebrand (saison 5, épisodes 6, 7 & 8)
- Gail O'Grady (VF : Micky Sébastian) : Anne Schilling (saison 5, épisodes 6, 7, 8 & 9)
- Beau Bridges (VF : José Luccioni) : Eli Scruggs (saison 5, épisode 13)
- Todd Grinnell (VF : Jérémy Prévost) : Alex Cominis (saison 5, épisodes 9 à 12 et 15, saison 6, épisode 17)
- John Rubinstein (VF : Gérard Dessalles)  Principal Hobson (saisons 5 à 8, 7 épisodes)
- Dan Castellaneta (VF : Philippe Peythieu) : Jeff Bicks (saison 6, épisode 10)
- Samuel Page (VF : Damien Ferrette) : Sam Allen (saison 6, épisodes 16, 17, 18, 19, 21, 22, 23)
- Heidi Klum (VF : Valérie Nosrée) : elle-même (saison 6, épisode 17)
- John Schneider (VF : Patrick Béthune) : Richard Watson (saison 7, épisodes 7, 8, 9 & 10)
- Nancy Travis (VF : Martine Irzenski) : Dr Mary Wagner (saison 7, épisodes 7 & 8)
- Erika Eleniak (VF : Nathalie Spitzer) : Barbara Fine (saison 7, épisode 7)
- Larry Hagman (VF : Dominique Paturel) : Frank Kaminsky (saison 7, épisodes 13 & 14)
- Tony Plana (VF : François Dunoyer) : Alejandro Perez (saison 7, épisodes 21, 22, 23 / saison 8 épisodes 1 & 6)
- Miguel Ferrer (VF : Patrick Messe) : Andre Zeller (saison 8, épisodes 4, 5, 6, 7 & 8)
- Andrea Parker (VF : Françoise Rigal) : Jane Carlson (saison 8, 11 épisodes)
- Scott Bakula (VF : Guy Chapellier) : Trip Weston (saison 8, épisodes 19, 20, 21, 22 & 23)

## Naissance d'une série

### Développement
Marc Cherry explique qu'en 2002, il regardait à la télévision la couverture de l'affaire Andrea Yates, qui avait noyé ses cinq enfants dans une baignoire un an plus tôt ; horrifié, il a alors confié à sa mère, assise à côté de lui, qu'il ne comprenait pas qu'une femme puisse être désespérée au point de tuer ses propres enfants. Sa mère lui a alors répondu qu'elle comprenait le désespoir de cette femme, et qu'il lui était arrivé d'avoir de telles pensées lorsque Cherry et ses deux sœurs, encore enfants, la poussaient à bout. Cherry, qui a « toujours vu [sa] mère comme une épouse et une mère parfaite [...] », s'est alors dit que si sa mère était capable d'avoir de telles pensées, toutes les femmes des banlieues pavillonnaires pouvaient en avoir,. C'est ainsi que lui est venue l'idée d'écrire une histoire à propos de quatre femmes au foyer.
À quarante ans, soit deux ans avant le lancement de la série, la carrière de scénariste de Marc Cherry était en déclin. Le scénario de Desperate Housewives, qui avait été envoyé à toutes les chaînes câblées comme une comédie noire, a d'abord été refusé en masse avant d'être finalement acheté par Steve McPherson, alors chef de Touchstone Television,. Chuck Pratt Jr., producteur consultant de la série, explique dans une interview qu'ils ont ajouté des éléments plus sombres à l'histoire, ainsi qu'une fin ouverte, « tout en protégeant la comédie tout au long ». Pour McPherson, Desperate Housewives « est un plaisir coupable vraiment drôle, [...] une vraie voix sur ce qui se passe en Amérique et sur la femme moderne. C'est une réalité accrue, mais tout le monde peut s'y retrouver [...] ».
Selon Virginie Marcucci, Marc Cherry, « républicain homosexuel du Log Cabin », a réussi à faire un succès planétaire de cette dystopie « troublée idéologiquement », en cultivant l'ambiguïté, mêlant le féminisme et le conservatisme (grossesses interrompues sans que l'avortement soit jamais évoqué ou portées à leur terme sans qu'elles soient désirées) ou encore évoquant l'homosexualité (Bree chasse son fils de la maison, mais la série met aussi en scène un couple gay marié ayant adopté et présente un des premiers baisers homosexuels masculins en prime time), de façon à la fois « avant-gardiste et rétrograde » (présence des minorités sexuelles et ethniques ; homogénéité sociale, personnages upper middle class et « eye-candy » vivant dans un univers aux couleurs acidulées « à la Disney »).

### Personnages principaux

#### Susan Mayer
« Cette série tourne autour de quatre personnages principaux dont Susan Mayer. Paradoxalement, c’est le personnage qui paraît le moins original, alors qu’en fait il est en lui-même un bouquet, un arc-en-ciel, un résumé et une somme des joies et des affres que peuvent rencontrer les femmes dans leur activité professionnelle, dans leur vie familiale et dans leur cheminement sentimental. Sur ces différents plans, Susan est une femme inaboutie, immature, sans doute un ludion qui plonge dans l’abîme ou s’élance à la surface, toujours ballottée par une succession inattendue des événements, ou une girouette, dirigée par la seule volonté des autres. Sa fille, Julie, en est consciente et conteste Susan quand elle tente de lui imposer les décisions maternelles. »
Le personnage de Susan est particulièrement critiqué par la jeune génération. L'expression "Susan la conne" est devenu un mème sur les réseaux sociaux.

#### Bree Van de Kamp
« Femme dangereuse au plus haut degré, Bree se veut la perfection incarnée, si ce mot convient à la matière inébranlable dont elle est constituée : la glace, celle de l’iceberg, qui est le matériau de base de tous ses sentiments... Au début de la série, malgré ses minauderies face aux hommes qui semblent bien élevés mais ne sont souvent que de redoutables pervers, Bree considère essentiellement le sexe comme un moyen de pouvoir... Il lui faut rester toujours la tête froide. Sait-elle même ce qu’est la jouissance ? Oui, répondrait-elle sans hésiter et sans jamais laisser tomber son masque au sourire artificiel. Quand Rex, son mari, lui avoue ses goûts maso, Bree lui demande : "Tu ressentirais du plaisir si je te frappais ? – Oui !" Aussitôt, Bree lui expédie un redoutable crochet du droit, qui n’est pas ce qu’attendait Rex, mais elle se délecte et lance, espiègle : "Alors, tu as joui toi aussi ?" Pourtant, la jouissance, elle va la découvrir, non pas avec son mari, ni avec George, le pharmacien, mais avec Orson qui n’ignore pas, lui, les secrets de la physiologie féminine... Après le sexe, c’est la mort qui est l’invitée principale dans la maison de Bree. »

#### Gabrielle Solis
Gabrielle incarne le stéréotype de la femme-trophée, à la fois caractérielle, superficielle, égocentrique et cupide,. Ancienne mannequin professionnelle ayant fait la couverture de Vogue, elle est mariée à un riche homme d'affaires (Carlos Solis), puis au tout aussi riche maire de Fairview (Victor Lang).
Alors qu'elle ne souhaitait pas avoir d'enfant à l'origine, elle aura deux filles (Juanita et Celia), en plus d'une fausse couche (après avoir été piégée par son mari Carlos, qui a trafiqué à son insu ses pilules contraceptives) et d'une GPA qui n'a pas abouti.

#### Lynette Scavo
Interprétée par Félicity Huffman, Lynette incarne à la fois le stéréotype de la mère débordée par sa charge mentale, et celui de la femme ambitieuse dont la carrière est freinée par la maternité. Le personnage de Lynette a contribué à lever des tabous sur le thème de la difficulté maternelle ordinaire, peu évoqué dans les programmes télévisés grand public auparavant.
Elle a cinq enfants et est mariée avec Tom Scavo. Malgré des hauts et des bas, leur couple est celui qui tiendra le plus longtemps dans la série, même s'ils finissent par se séparer à la fin de la saison 7. Au cours des saisons, Lynette alterne les périodes d'inactivité professionnelle (saison 1 notamment), les périodes où elle conduit sa carrière à haut niveau (saison 2 et saison 6 notamment), et les périodes où elle travaille auprès de son mari dans la pizzeria familiale (saison 3 et 4 notamment). Elle est victime d'une prise d'otage dans la saison 3, et sera également otage lorsqu'elle accouche de sa fille à la fin de la saison 6. Elle souffre d'un cancer dans la saison 4. Elle est placardisée puis licenciée par Carlos Solis en raison de sa grossesse dans la saison 6.

#### Edie Britt
Le personnage d'Edie Britt est à la fois attrayant pour le spectateur mâle car elle est « le sexe » personnifié, une collectionneuse d'hommes, aux appas bien dévoilés, et répulsif puisque sa trajectoire est toujours la même : la conquête d'un homme, quelles qu'en soient les conséquences. Mais les scénaristes, et sans doute Marc Cherry, se sont aperçus des limites fonctionnelles d'un personnage redondant. Aussi ont-ils « humanisé » Edie Britt dans la saison 5 en lui constituant un passé, et... en la faisant mourir de façon spectaculaire par électrocution. Une disparition qui la magnifie et acte le départ de la comédienne Nicollette Sheridan, qui l'incarnait.

### Les comédiennes

Les principales « desperate housewives »
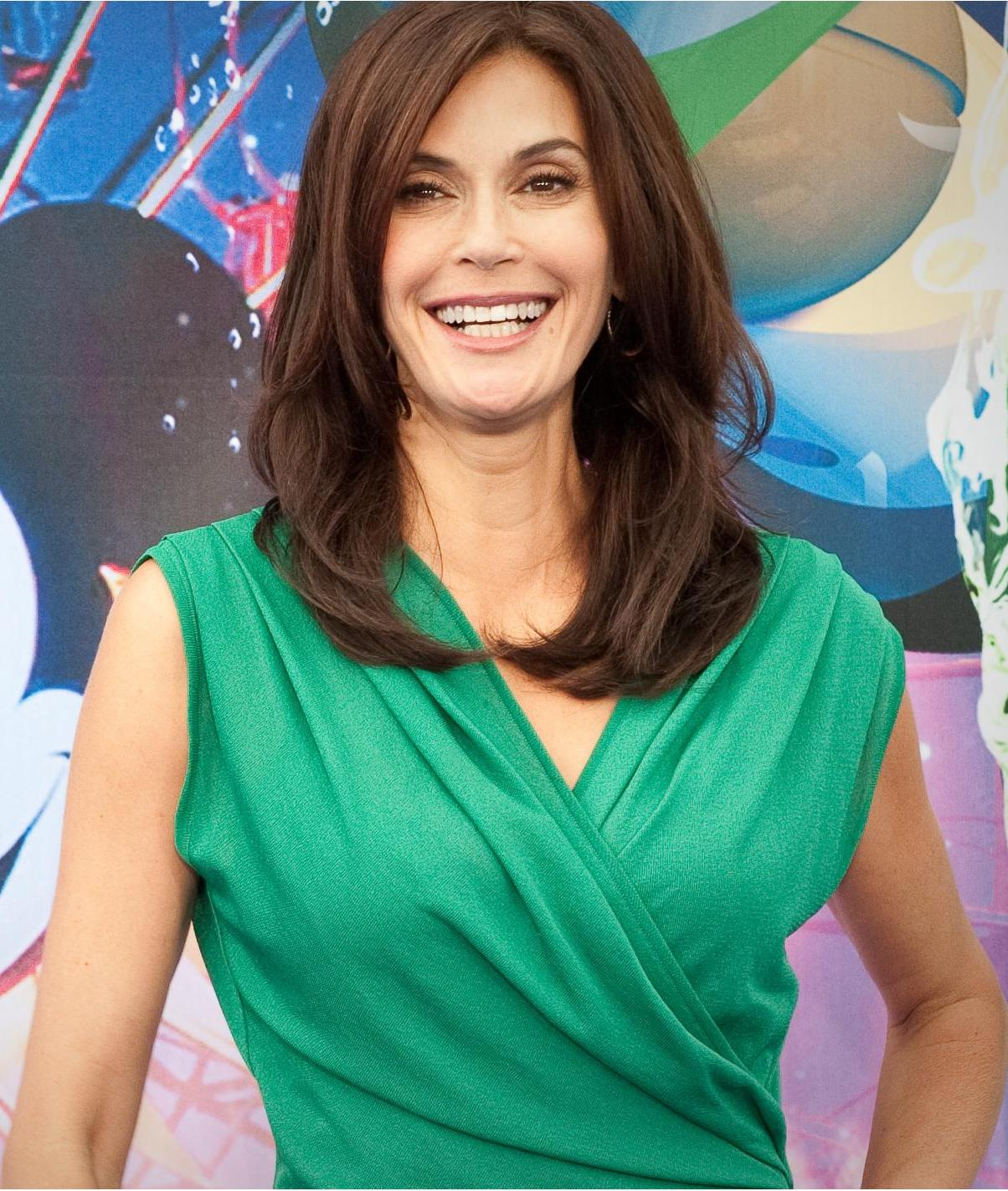
Teri Hatcher (Susan Mayer).
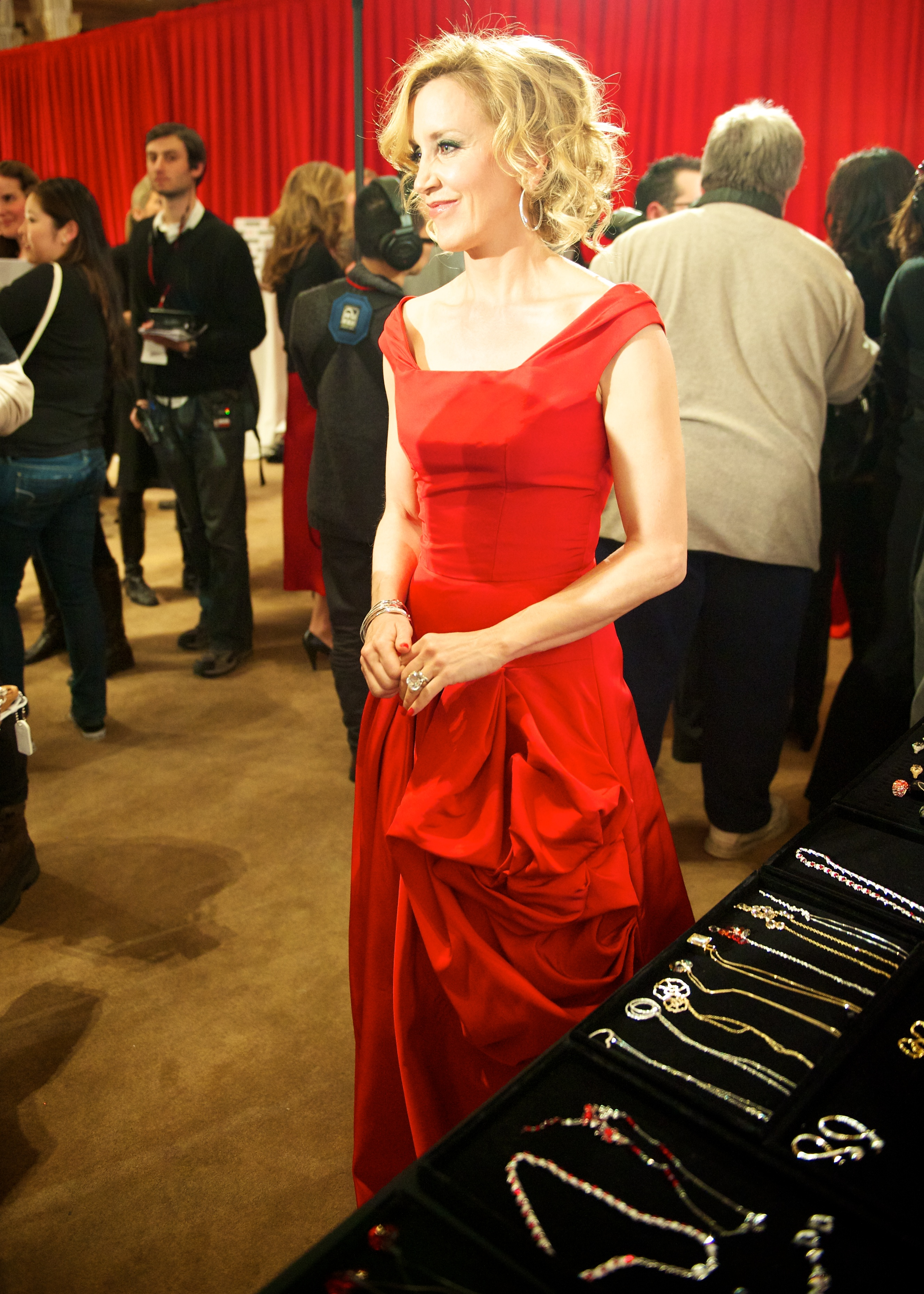
Felicity Huffman (Lynette Scavo).
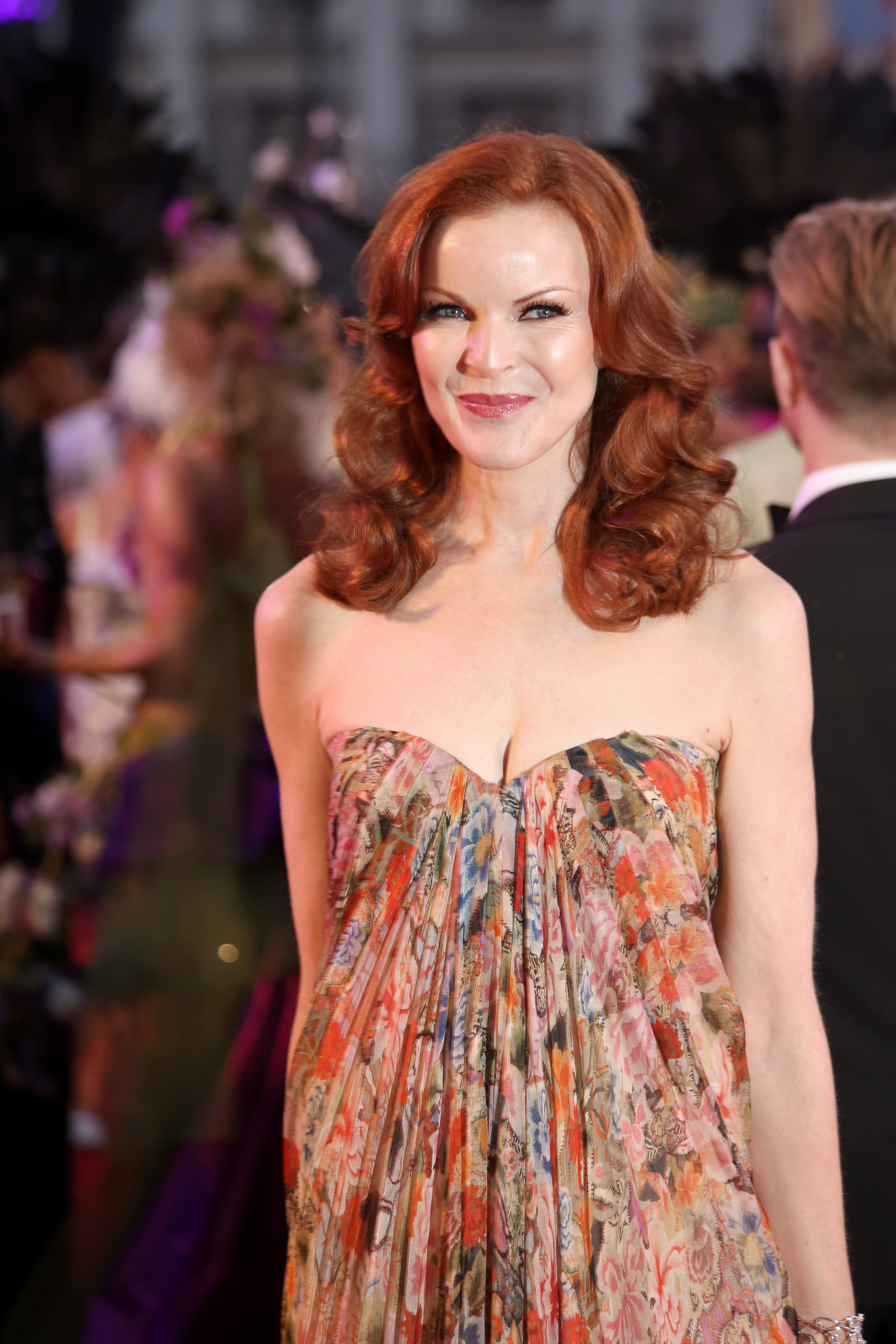
Marcia Cross (Bree Van de Kamp).
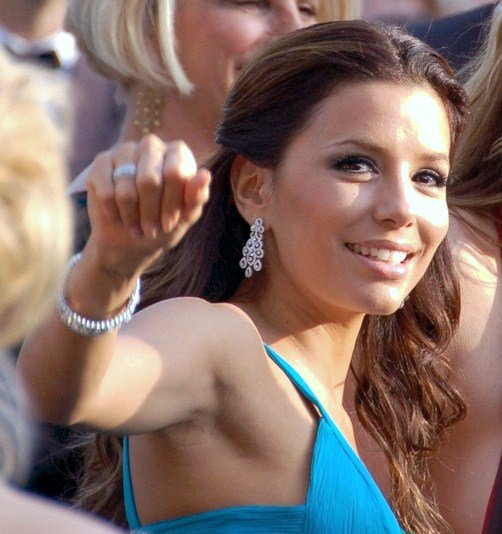
Eva Longoria (Gabrielle Solis).
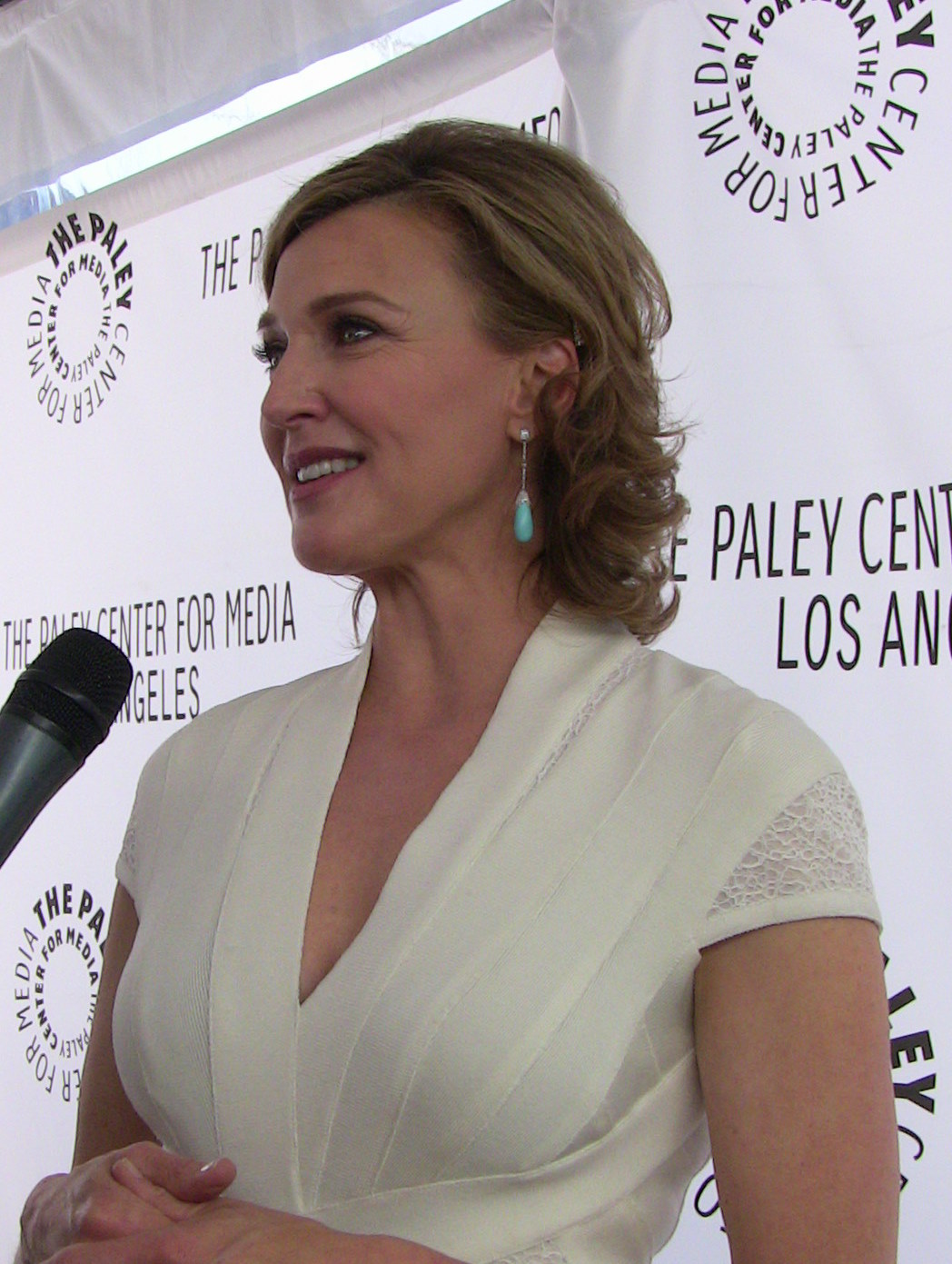
Brenda Strong (Mary Alice Young).

.

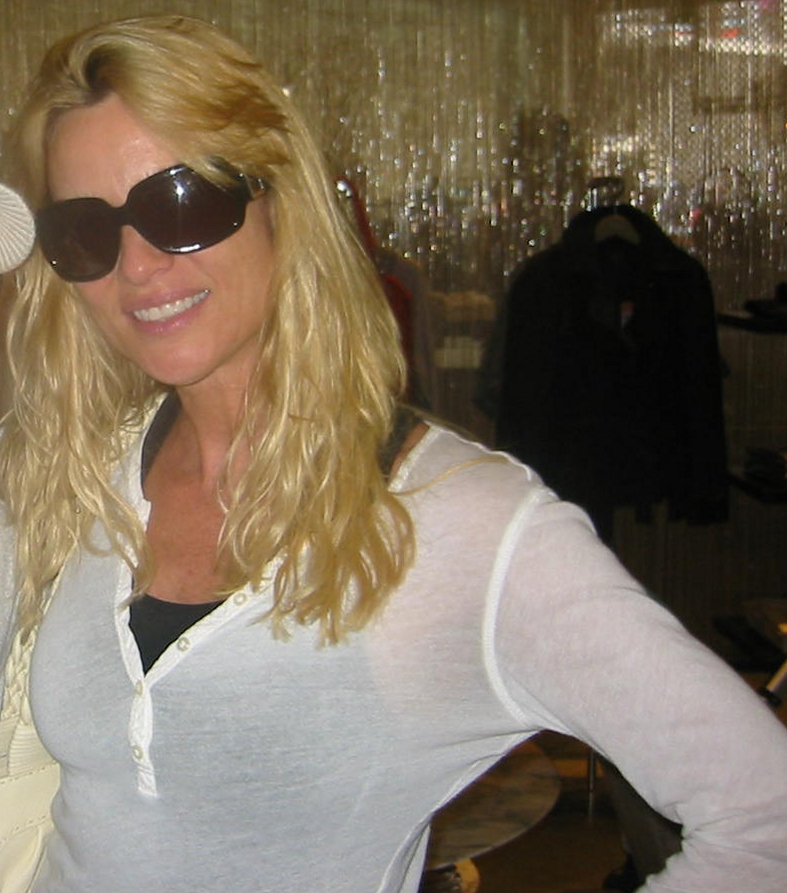
Nicollette Sheridan (Edie Britt).
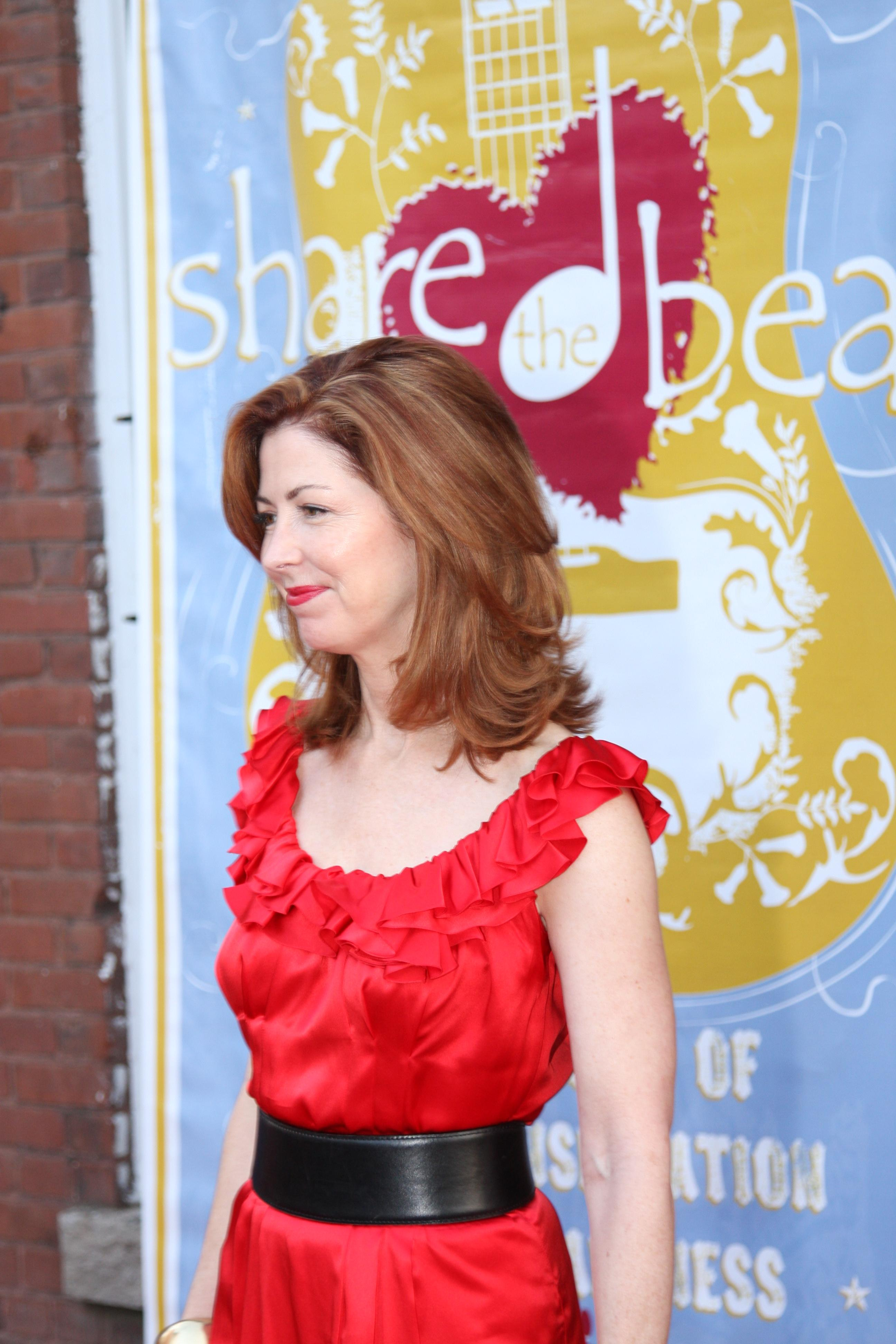
Dana Delany (Katherine Mayfair).
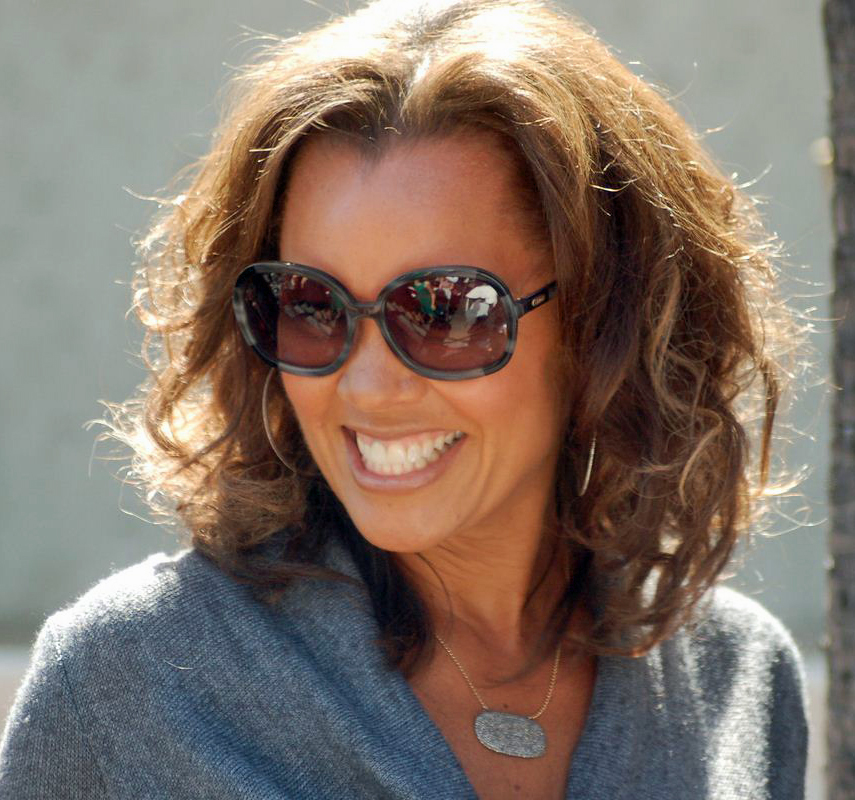
Vanessa Williams (Renee Perry).

### Episode-type
La plupart des épisodes sont construits autour d'une anaplodiplose, constituée par le commentaire en voix-off de Mary Alice Young :
- après le résumé des trames narratives qui se poursuivront dans l'épisode (qui peuvent remonter à plusieurs épisodes), Mary Alice Young, narratrice omnisciente, révèle un trait de caractère d'un personnage principal ou secondaire et illustre ses propos d'anecdotes (généralement 3 ou 4). Elle souligne la véracité de ses dires par un « oui… » récurrent, juste avant le lancement du générique ;
- après le générique, Mary Alice introduit le propos par quelques phrases générales, dont chacune correspond souvent à un des personnages. Elle donne un cadre à l'épisode, sans toutefois l'enfermer dans un sujet bien précis ;
- l'épisode se déroule, amenant son lot d'anecdotes en tous genres, de bonheurs et de malheurs ;
- reprenant la parole, Mary Alice Young conclut l'épisode par une réflexion plus ou moins longue, symétrique à celle du début (chaque partie correspond à un des personnages). Cette réflexion complète et approfondit la première, donnant aux événements qui viennent d'avoir lieu tout leur sens. Selon les épisodes, après que Mary Alice a fini de parler a lieu le cliffhanger final ; dans d'autres, il a lieu alors qu'elle termine sa phrase.

Ce mode d'organisation des épisodes est plus ou moins flagrant. Il se met en place dès le deuxième épisode et s'estompe peu à peu au cours de la première saison.
L'épisode 8 de la première saison, (Nous sommes tous des pécheurs) est un exemple d'anaplodiplose :
- Introduction

« Dans un livre particulièrement lu, il est écrit que nous sommes tous des pécheurs. Oh bien sûr, tous ces lecteurs ne culpabilisent pas d'avoir fait quelque chose de mal. Mais Bree Van de Kamp, si. En fait, Bree avait passé la majeure partie de sa vie à culpabiliser. Petite fille, elle avait culpabilisé de ne pas avoir que des A. Adolescente, elle avait culpabilisé d'avoir laissé son petit ami atteindre la deuxième base. Jeune mariée, elle avait culpabilisé d'avoir mis trois semaines pour envoyer les cartes de remerciements. Mais elle savait que les transgressions du passé n'étaient rien comparées au péché qu'elle s'apprêtait à commettre. »
- Déroulement de l'épisode

Bree résout un fâcheux problème lié à la nouvelle voiture de son fils. Gabrielle tente de soulager sa conscience en rendant visite à son prêtre. Lynette cherche un moyen de se détendre et finit par en trouver un, bien peu approprié. Susan effleure le côté obscur de Mike et Paul découvre qui était le corbeau de son épouse.
- Conclusion

« Dans un livre particulièrement lu, il est écrit que nous sommes tous des pêcheurs. Oh bien sûr, tout le monde ne culpabilise pas d'avoir fait quelque chose de mal. En revanche, il y en a qui assument beaucoup plus que leur part de responsabilité. Et d'autres qui soulagent leur conscience en ayant quelques petites attentions. Ou en se disant que leurs péchés étaient justifiés. Et enfin, il y a ceux qui promettent tout simplement de mieux faire la prochaine fois et qui prient le ciel de leur pardonner. Parfois, il arrive que leurs prières soit exaucées. »
Dans cet épisode, l'introduction concerne une seule des quatre femmes, la conclusion désigne les quatre, l'une après l'autre. Le propos, telle la morale des fables, permet au téléspectateur une réflexion sur la manière dont il assume ses propres actes, influencée par un certain puritanisme lié au caractère très américain de la série, mais non sans une once d'ironie, étant donné son esprit impertinent.
Dans l'épisode 11 de la saison 3, c'est Alma Hodge qui fait la conclusion finale.
Dans de rares épisodes, Mary Alice est remplacée par d'autres narrateurs, morts eux aussi :
- Rex Van de Kamp, dans l'épisode 3.16 Le Grand Jeu, dont la vision est beaucoup plus personnelle que d'habitude, le narrateur donnant franchement son avis et citant des noms ; il livre également une vision masculine de la série, et c'est le seul épisode où ce sont les hommes qui font une partie de poker ;
- Edie Britt, dans l'épisode 5.19 Les Adieux de mes amies.

## Épisodes

### Première saison (2004-2005)
La série débute par le suicide d'une mère de famille, Mary Alice Young, dans le quartier bourgeois de Wisteria Lane. Aux yeux de ses amies, son suicide est un mystère inexplicable. Post-mortem, elle observe les habitants de son quartier et commente le quotidien de ses voisines et amies : Lynette Scavo, Gabrielle Solis, Bree Van de Kamp et Susan Mayer. Gabrielle trompe son mari, Carlos, avec leur jardinier, John Rowland, âgé de 17 ans et la mère de Carlos, Juanita, se fait renverser dans un accident de voiture par Andrew, le fils de Bree. Lynette a abandonné sa brillante carrière de publicitaire pour s'occuper de ses enfants, de vraies terreurs, et ne trouve aucun épanouissement dans sa condition de femme au foyer. Bree, qui donne l'image d'une parfaite mère au foyer, doit faire face à l'usure de son couple et aux crises d'adolescence de ses enfants, Andrew et Danielle. Susan est une mère divorcée recherchant désespérément le coup de foudre. Au récit de leurs mésaventures quotidiennes se mêle une intrigue policière, amenant à comprendre pourquoi Mary Alice s'est suicidée.

### Deuxième saison (2005-2006)
La deuxième saison se concentre sur la descente aux enfers de Bree après la mort de son mari Rex, le retour de Lynette dans la publicité, la grossesse de Gabrielle et l'arrivée d'une nouvelle voisine : Betty Applewhite, pianiste afro-américaine et ses deux fils, Matthew et Caleb. Tout au long de la saison, les relations entre Bree et son fils Andrew sont de plus en plus tendues, Gabrielle, enceinte, perd son bébé lors d'une chute dans l'escalier et envisage ensuite l'adoption, Lynette réintègre le monde de la publicité mais a du mal à gérer cette nouvelle vie, la relation amoureuse entre Susan et Mike connaît des hauts et des bas. Mike recherche son fils naturel, Zach, en cavale depuis qu'il l'a menacé, lui et Susan, avec une arme. Karl, l'ex-mari de Susan, vit désormais avec Edie.

### Troisième saison (2006-2007)
Au début de la troisième saison, six mois se sont écoulés depuis la fin des événements de la deuxième saison. Mike Delfino est dans le coma à la suite de l'accident de voiture causé par Orson Hodge, qui s'est marié avec Bree au début de la saison. Pendant ce temps, Andrew est de retour après que sa mère l'a vu aux informations dans un reportage sur les SDF. La femme qui a donné un enfant illégitime au mari de Lynette, Nora, ainsi que sa fille Kayla, emménagent à Fairview. Gaby et Carlos sont en pleine crise conjugale alors que Xiao-Mei, leur femme de ménage, est enceinte de huit mois et demi de leur bébé. Austin, le neveu d'Edie emménage chez sa tante et entame rapidement une relation avec Julie, la fille de Susan. La saison se conclut par deux mariages, une grossesse feinte, une maladie grave et une rupture provoquant une tentative de suicide.

### Quatrième saison (2007-2008)
Dans la quatrième saison, alors qu'Edie se remet de sa fausse tentative de suicide, Carlos décide de rester auprès d'elle à l'hôpital. Gabrielle, fraîchement mariée au nouveau maire de la ville Victor, se rend compte que son mari ne l'aime pas autant qu'elle l'imaginait, et prépare alors un plan d'évasion avec Carlos. Bree fait semblant d'être enceinte, alors que sa fille Danielle, enfermée dans un couvent, attend vraiment un bébé. Lynette est atteinte d'un cancer et ne sait pas comment l'expliquer à ses enfants. Susan, désormais mariée à Mike, voit une de ses anciennes amies, Katherine Mayfair, revenir à Wisteria Lane avec sa fille Dylan et son mari Adam. Mais dans le quartier, personne ne se doute que cette famille si charmante cache un terrible secret.

### Cinquième saison (2008-2009)
La cinquième saison commence cinq années après les événements de la quatrième saison. Le premier épisode est introduit par un accident de voiture qui a eu lieu trois ans auparavant, le soir de l'anniversaire de mariage de Mike Delfino et Susan Mayer. Ces derniers percutent une voiture conduite par une mère de famille et sa fille, Lila et Paige Dash. Porter et Preston ont maintenant 16 ans et Lynette a fort à faire, Gaby a deux filles assez enrobées pour leur âge, Bree est devenue une véritable femme d'affaires de la cuisine et son fils Andrew est désormais son agent. Katherine quant à elle, n'aime pas la nouvelle Bree, qui se met trop en avant et oublie qu'elle est son associée. Susan a un nouvel amant, Jackson Braddock, mais elle le voit en cachette et ne veut pas le présenter à ses amies. À la surprise des habitants, Edie revient à Wisteria Lane avec son nouveau mari, Dave Williams, un homme charmant mais très étrange.

### Sixième saison (2009-2010)
Dans la sixième saison, Julie Mayer revient à Wisteria Lane rendre visite à sa mère ; Lynette fait face à une nouvelle grossesse non désirée vu qu'elle attend de nouveau des jumeaux ; la nièce de Carlos, Ana, s'amuse à dépasser les limites avec Gabrielle ; Bree essaie de relativiser sa liaison avec Karl ; et Susan s'avère être la future épouse de Mike Delfino. À la suite du comportement insupportable de Katherine, Mike lui avoue qu'il a toujours aimé Susan même quand ils étaient ensemble. Celle-ci finit par avoir une dépression nerveuse. Une nouvelle famille, Angie, Nick et Danny Bolen, emménage dans l'ancienne maison de Mary Alice, emmenant avec eux un nouveau secret.

### Septième saison (2010-2011)
La septième saison débute par le retour de Paul Young à Wisteria Lane et l'arrivée de Renee Perry, une ancienne amie de Lynette, qui semble avoir un lien avec Tom. Après son divorce avec Orson, Bree trouve un nouvel amour dans sa vie : Keith, son entrepreneur. Susan et Mike emménagent dans un petit appartement et elle rencontre Maxine, la propriétaire. Celle-ci possède un site internet qui propose aux femmes au foyer de l'immeuble de faire un show en sous-vêtements. Pendant ce temps, Carlos apprend que Juanita n'est pas sa fille biologique. Il décide de ne pas en parler à Gabrielle, mais elle finit par le découvrir. Ils retrouvent leur vraie fille, Grace, et Gabrielle développe une affection très profonde pour elle. Paul, remarié avec Beth, achète plusieurs maisons dans le quartier pour assouvir sa vengeance. On apprend aussi que le beau-père de Gabrielle revient pour lui faire du mal alors que tout le monde le croyait mort.

### Huitième saison (2011-2012)
Le meurtre du beau-père de Gabrielle a des conséquences et des répercussions sur les habitants de Wisteria Lane qui ont participé à sa couverture. Tandis que Carlos sombre dans l'alcool, Bree essaye tant bien que mal de cacher le crime et ainsi de faire en sorte que les moindres traces soient dissimulées. Susan, quant à elle, est la plus touchée et plonge dans une culpabilité incontrôlable. Mais un mystérieux inconnu envoie des lettres de menaces et l'amitié des Housewives, instable, finit par voler en éclats. Lynette et Tom Scavo se séparent et ce dernier commence à sortir avec une autre femme, Jane. Ben Faulkner, le nouveau voisin, s'installe dans l'ancienne maison de Katherine, et Renee fait tout pour lui mettre le grappin dessus. Ben doit emprunter de l'argent à un usurier, que Renee remboursera. L'étau se resserre sur Bree, qui doit comparaître en justice pour le meurtre du beau-père de Gabrielle, après avoir collectionné les conquêtes d'un soir.

## Les maisons

### Description
Les maisons des protagonistes sont situées face à face dans la rue fictive de Wisteria Lane. Chaque maison possède une architecture qui lui est propre, elles ont toutes un style bourgeois sanfranciscain. Elles possèdent également toutes un étage. Leur prix dépend de leur taille.
Les scènes filmées à l'extérieur laissent voir les façades originales des maisons et quelques pièces à l'intérieur mais les scènes d'intérieur sont généralement filmées en studio.

### Modifications
Plusieurs changements ou bouleversements ont eu lieu au cours de la série :
- dans l'épisode pilote, la maison d'Edie Britt est malencontreusement incendiée par Susan Mayer, en renversant une bougie, qui s'y était introduite pensant que Mike et Edie étaient en train de faire l'amour. La maison est définitivement reconstruite lors de l'épisode 1 saison 2 mais d'une autre manière ;
- dans les premiers épisodes de la saison 1, l'intérieur de la maison des Scavo est rose ;
- dans l'épisode 20 saison 1, la cuisine de Susan Mayer prend subitement feu alors qu'elle se trouvait à un barbecue. On découvre dans ce même épisode que c'est Zach Young qui y avait mis le feu par vengeance ;
- dans l'épisode 21 saison 2, la maison de Susan Mayer est volontairement incendiée par Edie Britt alors qu'elle se trouvait chez Mike Delfino. La maison est reconstruite à l'identique lors de l'épisode 1 saison 3 ;
- lors de l'épisode 9 saison 4, une tornade s'abat sur Wisteria Lane, causant des dégâts majeurs sur certaines maisons (notamment celle de Bree Van de Kamp : trou dans la toiture et destruction d'une partie du premier étage ; la maison est réparée dans la saison 4). Quant à la maison de Karen McCluskey, elle est totalement détruite et y est définitivement reconstruite, mais d'une façon différente lors de l'épisode 1 saison 5 ;
- dans la saison 7, le séjour et la salle à manger de Bree Van de Kamp sont rénovés et ses aspects sont changés ;
- dans l'épisode 10 saison 7, l'ancienne maison de Mary Alice Young est vandalisée lors d'une manifestation de riverains contre le projet de Paul Young d'en faire un foyer de réinsertion pour ex-détenus ;
- lors de la saison 8, le salon de Gabrielle Solis est entièrement rénové.

## Univers deDesperate Housewives

### Générique d'ouverture
Le générique de Desperate Housewives est un détournement de quelques documents iconographiques plus ou moins célèbres mettant en scène des femmes et leur évolution au cours du temps. Il a été mis en musique par le compositeur Danny Elfman. En fait il s'agit d'un montage dont l'idée a été proposée par Marc Cherry, le scénariste de la série, à la société yU+Co qui l'a ensuite mis en image.
Il montre tout d'abord Ève, qui croque la pomme. C'est en fait un mélange de plusieurs œuvres de Lucas Cranach l'Ancien. Puis le décor change : le décor de fond, qui représente un décor typique égyptien, est une œuvre de David Roberts à laquelle a été ajouté le portrait de la reine d'Égypte Néfertari. Comme Lynette, cette reine est littéralement « débordée » par ses enfants. Cette scène laisse place au tableau Les Époux Arnolfini de Jan van Eyck. La femme se met à balayer la pièce alors que son époux jette ses ordures partout. Ensuite apparaît une adaptation du tableau American Gothic de Grant Wood (1891-1942). La femme y est plus renfrognée que sur l'original, car son mari, censé être un fermier austère, se laisse séduire par une pin-up, peinte par Gil Elvgren dans les années 1950. Puis succède une affiche de propagande américaine de Dick Anthony Williams datant de la Seconde Guerre mondiale : « Am I Proud ! ». Dans le générique de la série, la ménagère lâche ses courses, dont une boîte de Campbell's Soup Cans d'Andy Warhol. Cette boîte de conserve se retrouve dans les mains d'une femme. Cette dernière frappe son mari d'un coup de poing. Ce couple est tiré des œuvres pop art de Robert Dale, un peintre très nettement influencé par l'univers du célèbre peintre Roy Lichtenstein. Ce générique primé montre les différents types de femmes, de l'épouse soumise à la femme rebelle en passant par l'épouse surpuissante, et brosse un portrait de la femme au foyer à travers les âges. Il montre également différents grands courants artistiques et restitue la place de la femme dans ceux-ci.
Dans la quatrième saison, le générique original est remplacé par un mini-générique de quelques secondes, avec le thème de Danny Elfman remixé.

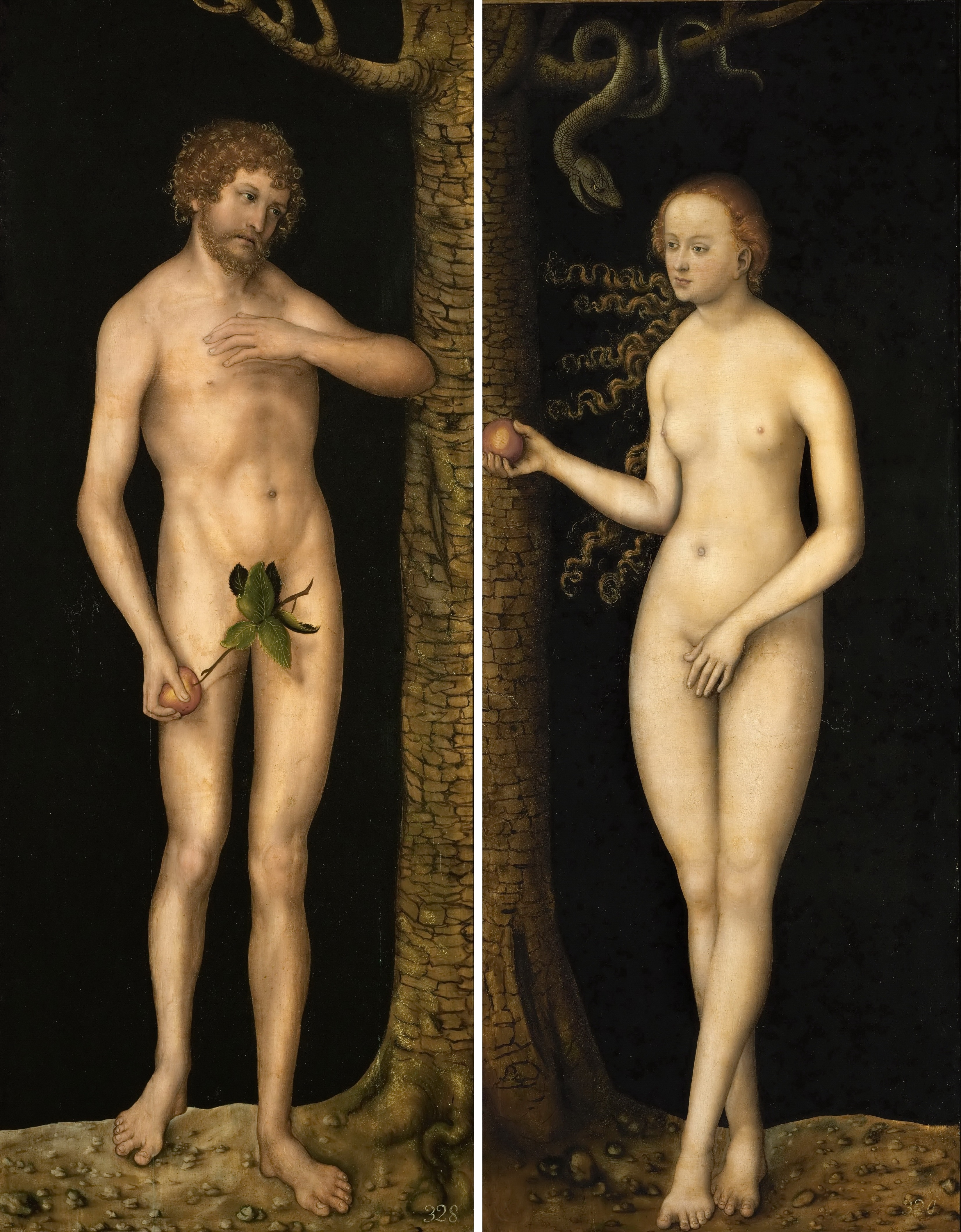
Adam et Ève.
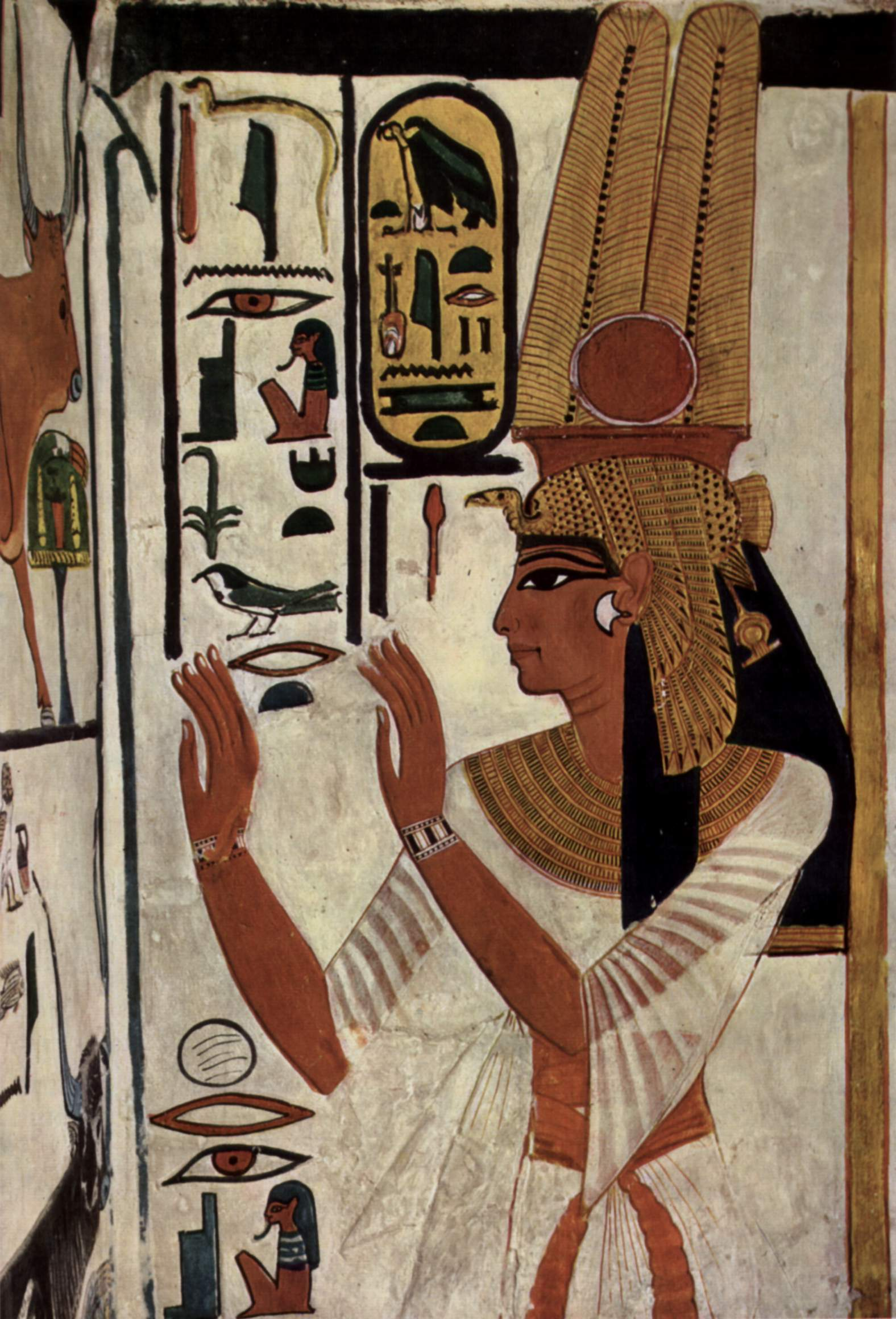
Néfertari.
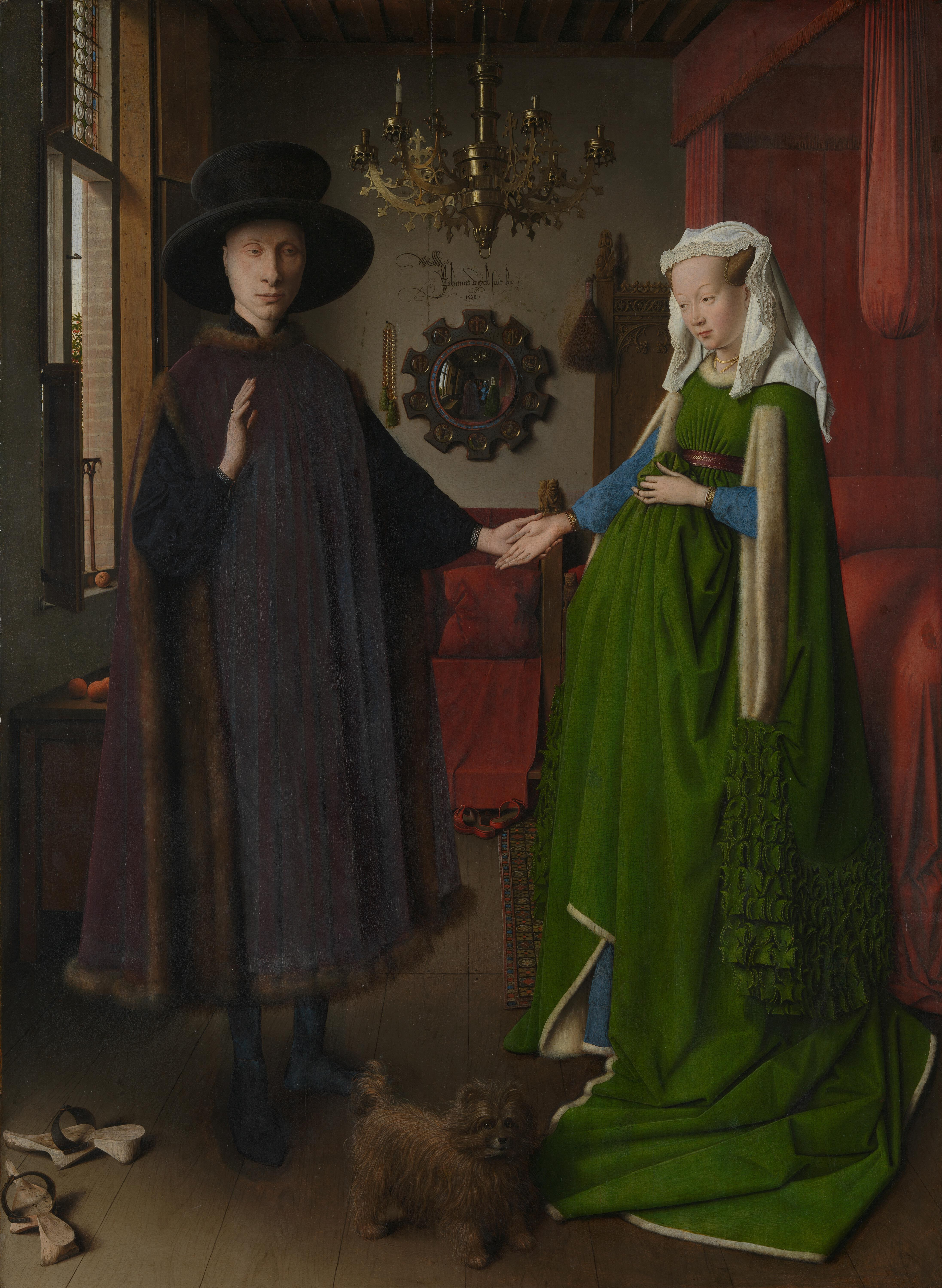
Les Époux Arnolfini.
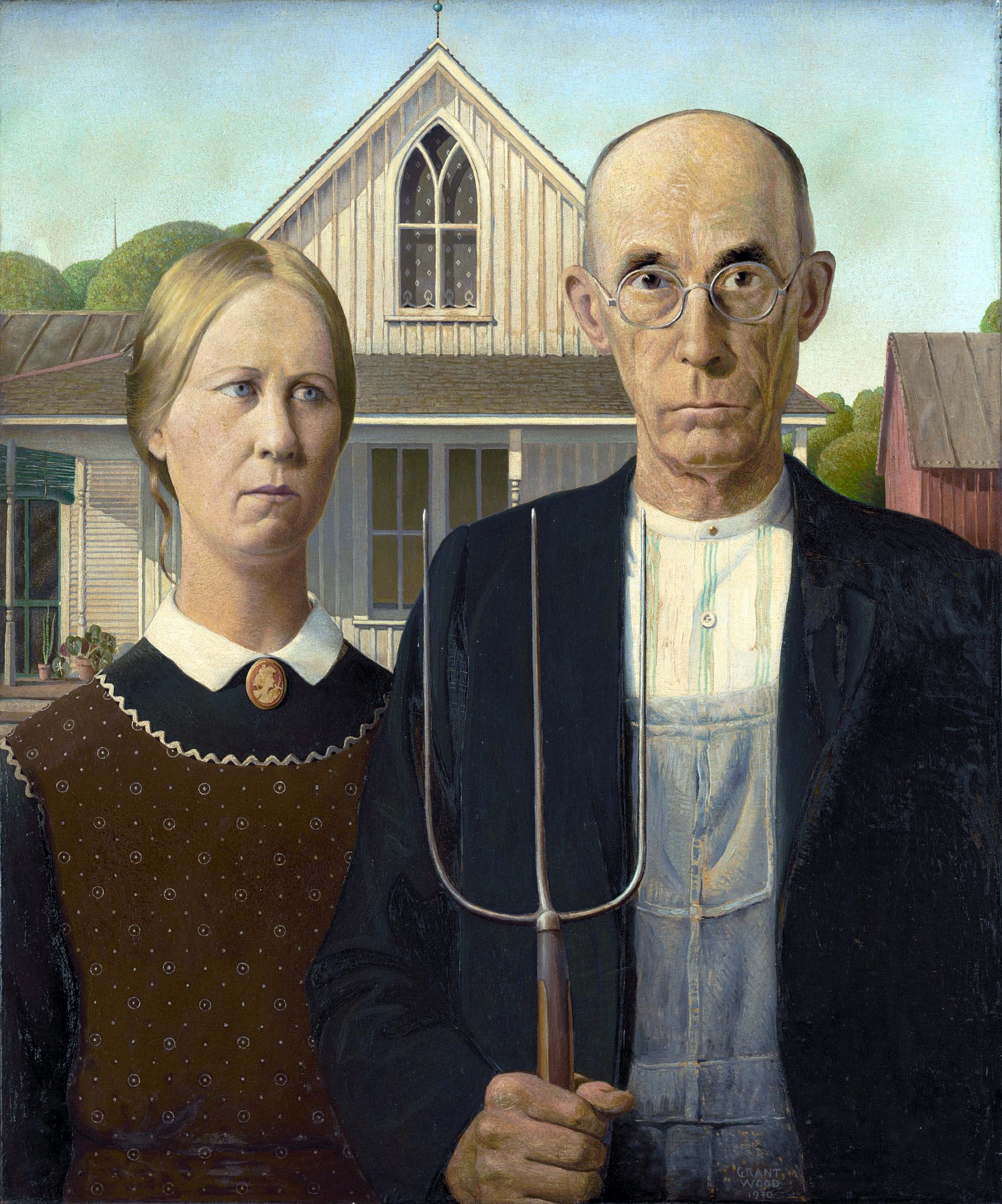
American Gothic.
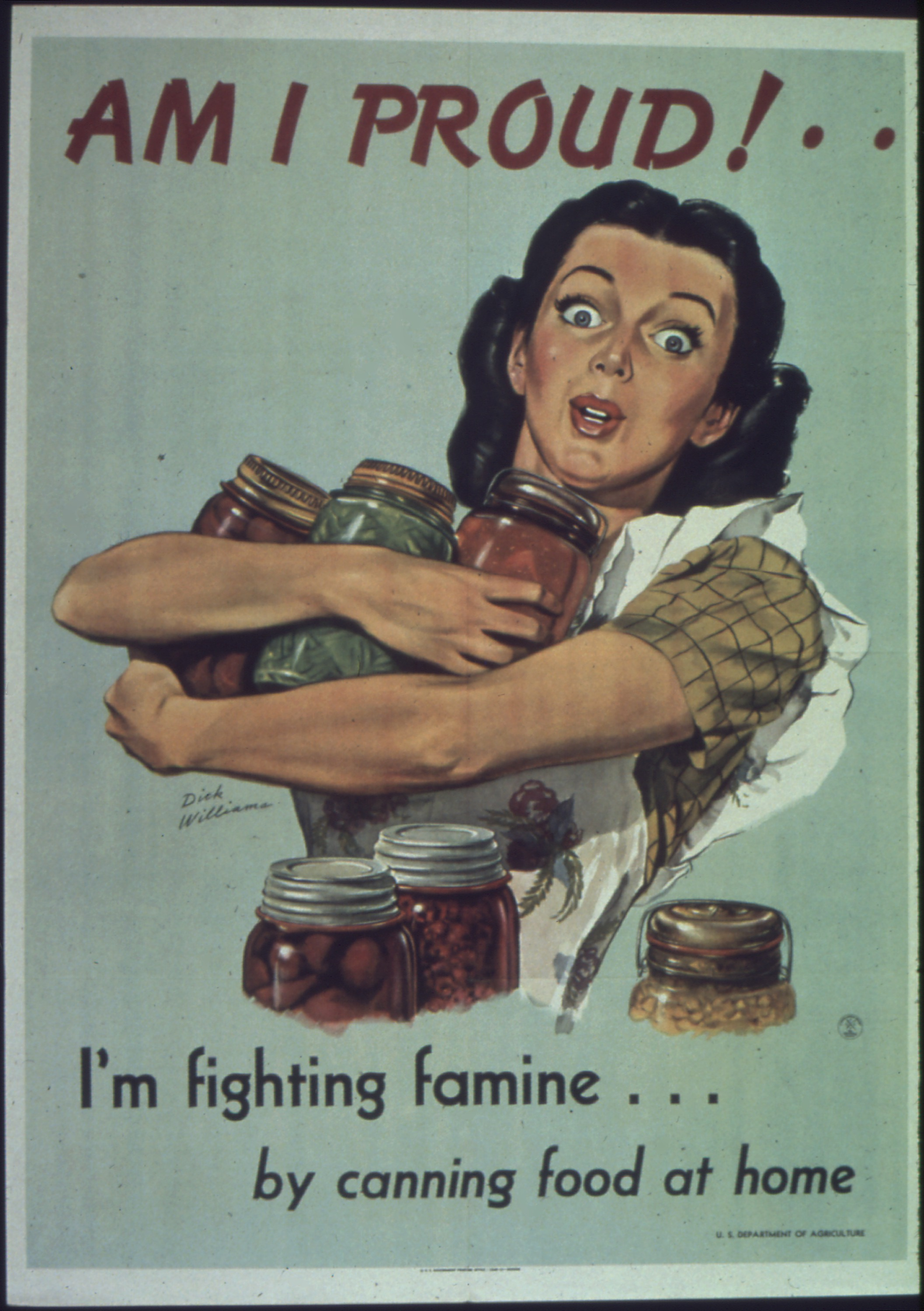
Am I Proud!.
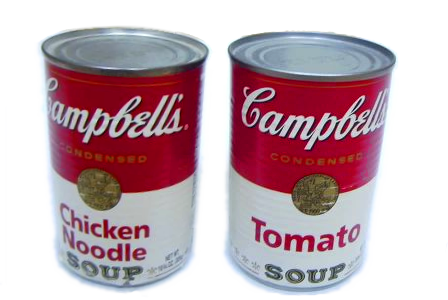
Campbell's Soup Cans.

### Wisteria Lane

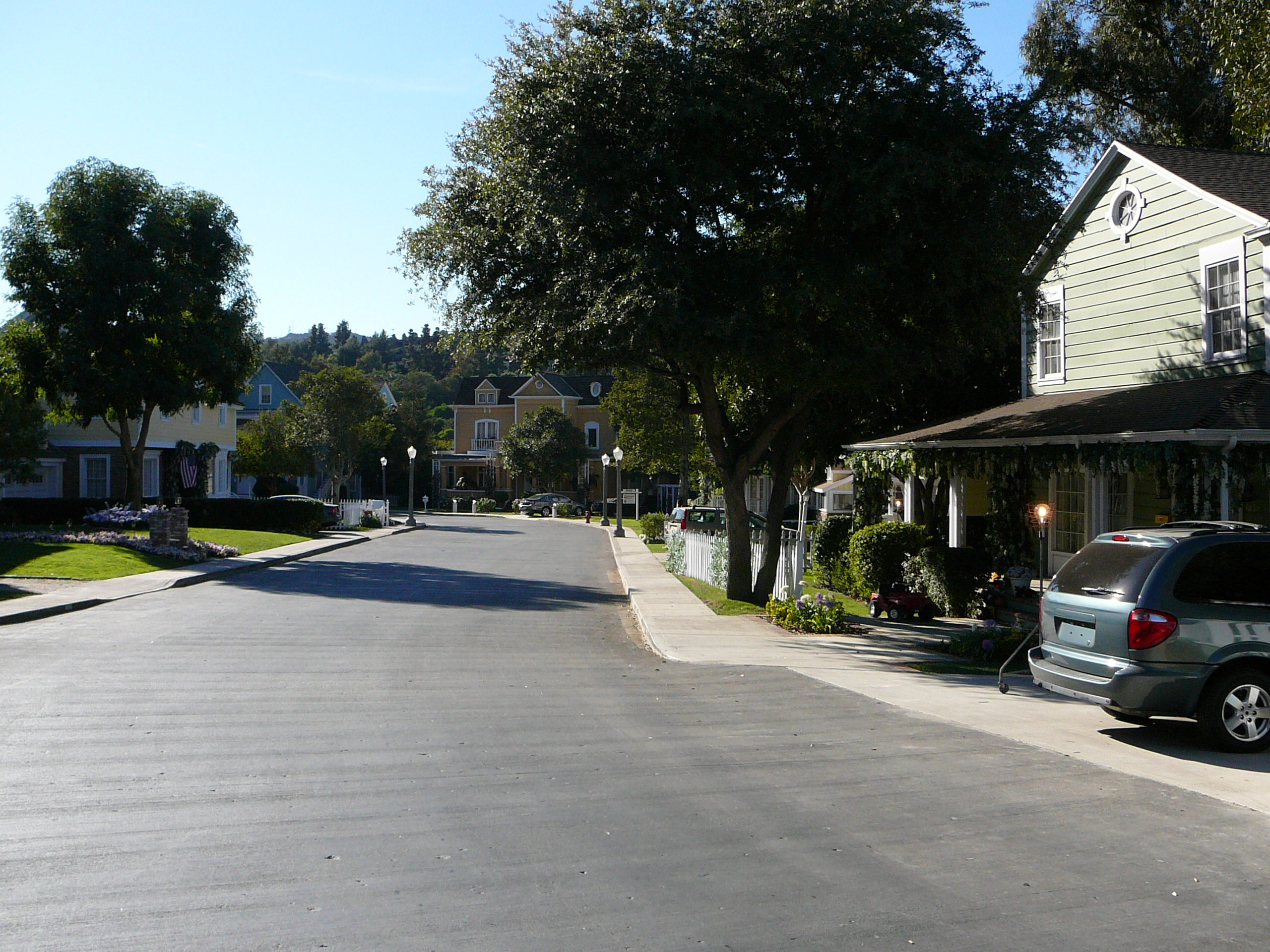
Wisteria Lane.

Wisteria Lane est le nom d'une rue fictive de la ville de Fairview, dans l'état fictif d'Eagle State aux États-Unis, où se déroule la série Desperate Housewives. Wisteria Lane caricature les stéréotypes d'une banlieue chic américaine avec ses pelouses parfaites, de grandes maisons confortables, souvent entourées par une barrière aux piquets blancs. Traduit, Wisteria Lane, signifie « allée des Glycines », des plantes qui sont d'ailleurs présentes dans le jardin de Mary Alice.
Le lieu, Colonial Street, est le fruit d'une exclusivité pour la série, tout le long de sa production (jusqu'en mai 2012, fin de la huitième saison et de la série).

## Diffusion et réception
Aux États-Unis, le feuilleton est diffusé sur ABC. La diffusion de la première saison a débuté le 3 octobre 2004 ; celle de la deuxième, le 25 septembre 2005 ; la troisième le 24 septembre 2006 ; la quatrième le 30 septembre 2007 ; la cinquième le 28 septembre 2008 ; la sixième le 27 septembre 2009 ; la septième le 26 septembre 2010 ; et la huitième le 25 septembre 2011.
En France, le feuilleton a été diffusé entre le 8 septembre 2005 et le 21 juin 2012 sur la chaîne à péage Canal+. Tous les titres des épisodes en français donnés par Canal+ sont des parodies de titres connus (chansons, films et autres œuvres). Il a aussi été diffusé en clair entre le 23 mai 2006 au 28 novembre 2012 sur M6. Sur M6, les titres des épisodes sont différents et tirés de la narration de Mary Alice. Par la suite, il a été rediffusé sur les chaînes 6ter et Téva.
En Suisse, la diffusion a débuté le 19 mai 2006 sur RTS Un. En Belgique, la première saison a été diffusée à partir de novembre 2005 sur RTL TVI, puis BeTV a repris la série en proposant les épisodes inédits en avant-première par la suite, les proposant également au Luxembourg. Au Québec, la série a été diffusée sur Radio-Canada et rediffusée sur Mlle.

### Audiences

#### Aux États-Unis
Le feuilleton connaît un grand succès aux États-Unis où il a été nommé trente fois aux Emmy Awards depuis sa création, dont onze fois la première année en 2005.
Il fait partie du « grand cru » de la saison télévisuelle 2004/2005 aux côtés de Lost : Les Disparus, Grey's Anatomy et Dr House, qui, selon les critiques, a marqué le renouveau des fictions télévisées américaines. Avec 180 épisodes, Desperate Housewives est la plus longue série dramatique mettant en scène des femmes dans les rôles principaux, battant la série Charmed qui en comptait 178.
| Saison | Horaire        | Premier épisode   | Dernier épisode | Année     | Rang | Audience moyenne |
| ------ | -------------- | ----------------- | --------------- | --------- | ---- | ---------------- |
| 1      | dimanche 21h00 | 3 octobre 2004    | 22 mai 2005     | 2004-2005 | #4   | 24,13            |
| 2      | dimanche 21h00 | 25 septembre 2005 | 21 mai 2006     | 2005-2006 | #4   | 23,99            |
| 3      | dimanche 21h00 | 24 septembre 2006 | 20 mai 2007     | 2006-2007 | #12  | 19,18            |
| 4      | dimanche 21h00 | 30 septembre 2007 | 18 mai 2008     | 2007-2008 | #8   | 17,83            |
| 5      | dimanche 21h00 | 28 septembre 2008 | 17 mai 2009     | 2008-2009 | #9   | 14,80            |
| 6      | dimanche 21h00 | 27 septembre 2009 | 16 mai 2010     | 2009-2010 | #10  | 12,81            |
| 7      | dimanche 21h00 | 26 septembre 2010 | 15 mai 2011     | 2010-2011 | #11  | 11,17            |
| 8      | dimanche 21h00 | 25 septembre 2011 | 13 mai 2012     | 2011-2012 | #24  | 8,76             |

#### Récapitulatif
| Saison | Nombre d'épisodes | Diffusion originale sur ABC | Diffusion originale sur ABC | Audiences moyennes (en millions) | Audiences moyennes (en millions) | Audiences moyennes (en millions) | Légende : - plus hauts scores d'audiences - plus bas scores d'audiences |
| Saison | Nombre d'épisodes | Début de saison             | Fin de saison               | Première                         | Finale                           | Moyenne                          | Légende : - plus hauts scores d'audiences - plus bas scores d'audiences |
| ------ | ----------------- | --------------------------- | --------------------------- | -------------------------------- | -------------------------------- | -------------------------------- | ----------------------------------------------------------------------- |
| 1      | 23                | 3 octobre 2004              | 22 mai 2005                 | 21,64                            | 30,62                            | 24,13                            | Légende : - plus hauts scores d'audiences - plus bas scores d'audiences |
| 2      | 24                | 25 septembre 2005           | 21 mai 2006                 | 28,36                            | 24,23                            | 23,99                            | Légende : - plus hauts scores d'audiences - plus bas scores d'audiences |
| 3      | 23                | 24 septembre 2006           | 20 mai 2007                 | 24,09                            | 18,82                            | 19,18                            | Légende : - plus hauts scores d'audiences - plus bas scores d'audiences |
| 4      | 17                | 30 septembre 2007           | 18 mai 2008                 | 19,32                            | 16,84                            | 17,83                            | Légende : - plus hauts scores d'audiences - plus bas scores d'audiences |
| 5      | 24                | 28 septembre 2008           | 17 mai 2009                 | 18,68                            | 13,96                            | 14,80                            | Légende : - plus hauts scores d'audiences - plus bas scores d'audiences |
| 6      | 23                | 27 septembre 2009           | 16 mai 2010                 | 13,64                            | 12,75                            | 12,81                            | Légende : - plus hauts scores d'audiences - plus bas scores d'audiences |
| 7      | 23                | 26 septembre 2010           | 15 mai 2011                 | 13,06                            | 10,25                            | 11,17                            | Légende : - plus hauts scores d'audiences - plus bas scores d'audiences |
| 8      | 23                | 25 septembre 2011           | 13 mai 2012                 | 9,93                             | 11,12                            | 8,76                             | Légende : - plus hauts scores d'audiences - plus bas scores d'audiences |

### Distinctions

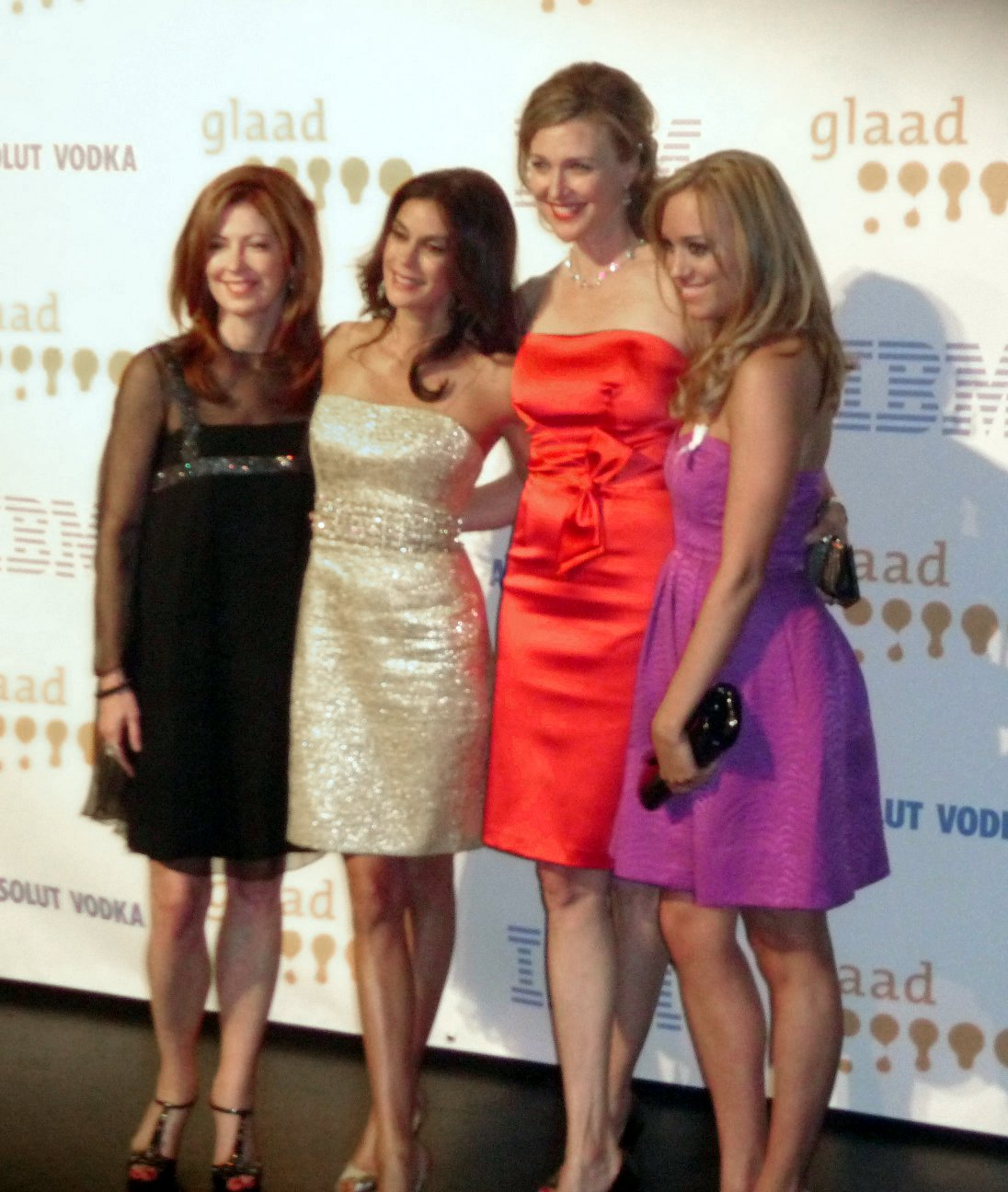
De gauche à droite : Dana Delany, Teri Hatcher, Brenda Strong et Andrea Bowen aux GLAAD Media Awards 2009.

#### Récompenses

##### Golden Globes
- Golden Globes 2005 :
  - Meilleure série comique
  - Meilleure actrice dans une série télévisée musicale ou comique : Teri Hatcher
- Golden Globes 2006 : Meilleure série comique

##### Emmy Awards
- Emmy Awards 2005 :
  - Meilleur casting pour une série comique
  - Meilleure réalisation pour une série télévisée comique : Charles McDougall
  - Meilleure actrice invitée dans une série télévisée comique : Kathryn Joosten
  - Meilleure actrice dans une série télévisée comique : Felicity Huffman
  - Meilleure musique de générique : Danny Elfman
  - Meilleur montage à caméra unique pour une série comique
- Emmy Awards 2008 : Meilleure actrice invitée dans une série télévisée comique : Kathryn Joosten

#### Nominations

##### Golden Globes
- Golden Globes 2005 :
  - Meilleure actrice dans une série télévisée musicale ou comique : Marcia Cross, Felicity Huffman
  - Second rôle - Série comique : Nicollette Sheridan
- Golden Globes 2006 : Meilleure actrice dans une série télévisée musicale ou comique : Marcia Cross, Felicity Huffman, Teri Hatcher, Eva Longoria
- Golden Globes 2007 : Meilleure actrice dans une série télévisée musicale ou comique : Marcia Cross, Felicity Huffman

##### Emmy Awards
- Emmy Awards 2005 :
  - Meilleure direction artistique pour une série à caméra unique
  - Meilleure série télévisée comique
  - Meilleur costumes pour une série
  - Meilleure actrice invitée dans une série télévisée comique : Lupe Ontiveros
  - Meilleure actrice dans une série télévisée comique : Marcia Cross, Teri Hatcher
  - Meilleur design du générique
  - Meilleur montage à caméra unique pour une série comique
  - Meilleur scénario pour une série télévisée comique
- Emmy Awards 2006 :
  - Meilleure direction artistique pour une série à caméra unique
  - Meilleur casting pour une série comique
  - Meilleur costumes pour une série
  - Meilleure actrice invitée dans une série télévisée comique : Shirley Knight
  - Meilleure coiffure pour une série
  - Meilleur montage à caméra unique pour une série comique
  - Meilleure actrice dans un second rôle dans une série télévisée comique : Alfre Woodard
- Emmy Awards 2007 :
  - Meilleur casting pour une série comique
  - Meilleur costumes pour une série
  - Meilleure actrice invitée dans une série télévisée comique : Dixie Carter
  - Meilleure actrice invitée dans une série télévisée comique : Laurie Metcalf
  - Meilleure coiffure pour une série
  - Meilleure actrice dans une série télévisée comique : Felicity Huffman
- Emmy Awards 2008 :
  - Meilleur costumes pour une série
  - Meilleure actrice invitée dans une série télévisée comique : Polly Bergen
  - Meilleure coiffure pour une série
- Emmy Awards 2009 :
  - Meilleur acteur invité dans une série télévisée comique : Beau Bridges
  - Meilleure coiffure pour une série à caméra unique
- Emmy Awards 2010 : Meilleure actrice invitée dans une série télévisée comique : Kathryn Joosten
- Emmy Awards 2011 : Meilleur doublage : Brenda Strong
- Emmy Awards 2012 :
  - Meilleure actrice dans un second rôle dans une série télévisée comique : Kathryn Joosten
  - Meilleur doublage : Brenda Strong

## Produits dérivés
Le 18 octobre 2013, Disney et Ebony Life annoncent une version africaine de Desperate Housewives tournée à Lagos au Nigeria.

### Sorties en DVD
| Intitulé du coffret                                                             | Nombre d'épisodes | Dates de sortie     | Dates de sortie   | Nombre de disques | Société de distribution        |
| Intitulé du coffret                                                             | Nombre d'épisodes | États-Unis (Zone 1) | France (Zone 2)   | Nombre de disques | Société de distribution        |
| ------------------------------------------------------------------------------- | ----------------- | ------------------- | ----------------- | ----------------- | ------------------------------ |
| L'intégrale de la saison 1                                                      | 23                | 20 septembre 2005   | 14 décembre 2005  | 6                 | Buena Vista Home Entertainment |
| L'intégrale de la saison 2 - Une édition divinement appétissante                | 24                | 29 août 2006        | 28 septembre 2007 | 7                 | Buena Vista Home Entertainment |
| L'intégrale de la saison 3                                                      | 23                | 4 septembre 2007    | 3 décembre 2008   | 6                 | Buena Vista Home Entertainment |
| L'intégrale de la saison 4 - Une édition aux révélations explosives             | 17                | 2 septembre 2008    | 2 septembre 2009  | 5                 | ABC Studios Home Entertainment |
| L'intégrale de la saison 5 - Une édition qui ne manque pas de piment            | 24                | 1er septembre 2009  | 2 décembre 2009   | 7                 | ABC Studios Home Entertainment |
| L'intégrale de la saison 6 - Une édition surprenante, pleine de rebondissements | 23                | 21 septembre 2010   | 1er décembre 2010 | 6                 | ABC Studios Home Entertainment |
| L'intégrale de la saison 7 - Un vent nouveau souffle sur Wisteria Lane          | 23                | 30 août 2011        | 7 décembre 2011   | 6                 | ABC Studios Home Entertainment |
| L’Intégrale de la 8e et dernière saison                                         | 23                | 25 septembre 2012   | 5 décembre 2012   | 6                 | ABC Studios Home Entertainment |
| L'intégrale des saisons 1 à 8 (édition deluxe)                                  | 180               | 25 septembre 2012   | 5 décembre 2012   | 50                | ABC Studios Home Entertainment |
| L'intégrale des saisons 1 à 8 (édition standard)                                | 180               | TBA                 | 23 octobre 2013   | 49                | ABC Studios Home Entertainment |

### Jeu vidéo
Desperate Housewives, le jeu est un jeu vidéo d'aventure et de simulation de vie basé sur le feuilleton. Il est sorti le 16 novembre 2006 et a été développé par Liquid Entertainment, puis édité par Buena Vista Games.

### Les parfums
En septembre 2006, un parfum nommé Forbidden Fruit, créé par la société Coty, a été commercialisé exclusivement dans les magasins Macy's aux États-Unis.
Quatre parfums au nom des héroïnes de la série ont été créés en collaboration avec la société allemande LR Health & Beauty Systems : Bree, Susan, Lynette et Gabrielle. Ils sont commercialisés depuis le 1er août 2009 exclusivement par LR Health & Beauty Systems, par l'intermédiaire des partenaires de vente agréés, dans plus d'une trentaine de pays dans le monde.

## Adaptations
Le 26 février 2007, The Walt Disney Company annonce la production de quatre adaptations en Amérique latine de la série : une en Argentine, une en Colombie, une en Équateur et une au Brésil. Un peu plus tard, les adaptations colombiennes et équatoriennes fusionnent. La version argentine intitulée Amas de Casa Desesperadas, est la première à être diffusée le 30 août 2006 sur la chaine Canal 13. La première saison étant un succès d'audiences, une seconde saison est produite. La première saison de l'adaptation colombienne et équatorienne intitulée Amas de Casa Desesperadas fut diffusée en Équateur sur la chaine Teleamazonas le 21 mai 2007 et Colombie sur la chaine RCN TV le 1er octobre 2007 à hauteur de cinq épisodes par semaine. Une seconde adaptation américaine fut développée pour la chaine Univision aux États-Unis, intitulée elle aussi Amas de Casa Desesperadas. Elle sera diffusée le 10 janvier 2009. La version brésilienne intitulée Donas de Casa Desesperadas fut diffusée en 2008 sur la chaîne RedeTV!. La version turque intitulée Umutsuz Ev Kadınları sera diffusée sur Kanal D de 2011 à 2013 et sera diffusée ensuite de 2013 à 2014 sur la chaîne Fox Turquie. En 2013, Disney Media Distribution et la chaine nigérienne EbonyLife TV annoncent la production d'une adaptation africaine de la série intitulée Desperate Housewives Africa. Cette adaptation sera diffusée en 2014 mais ne durera qu'une saison.
| Titre                       | Traduction                                  | Pays de diffusion  | Période de diffusion | Chaîne                                       |
| --------------------------- | ------------------------------------------- | ------------------ | -------------------- | -------------------------------------------- |
| Amas de Casa Desesperadas   | (« Maîtresses de maison désespérées »)      | Argentine          | 2006-2007            | Canal 13                                     |
| Amas de Casa Desesperadas   | (« Maîtresses de maison désespérées »)      | Colombie, Équateur | 2007                 | Teleamazonas (Équateur), RCN TV (Colombie)   |
| Amas de Casa Desesperadas   | (« Maîtresses de maison désespérées »)      | États-Unis         | 2008                 | Univision                                    |
| Donas de Casa Desesperadas  | (« Femmes au foyer désespérées »)           | Brésil             | 2008                 | RedeTV!                                      |
| Umutsuz Ev Kadınları        | (« Femmes au foyer désespérées »)           | Turquie            | 2011-2014            | Kanal D (2011-2013), Fox Turquie (2013-2014) |
| Desperate Housewives Africa | (« Femmes au foyer désespérées - Afrique ») | Nigeria            | 2014                 | EbonyLife TV                                 |